# Ausbreitung des Menschen

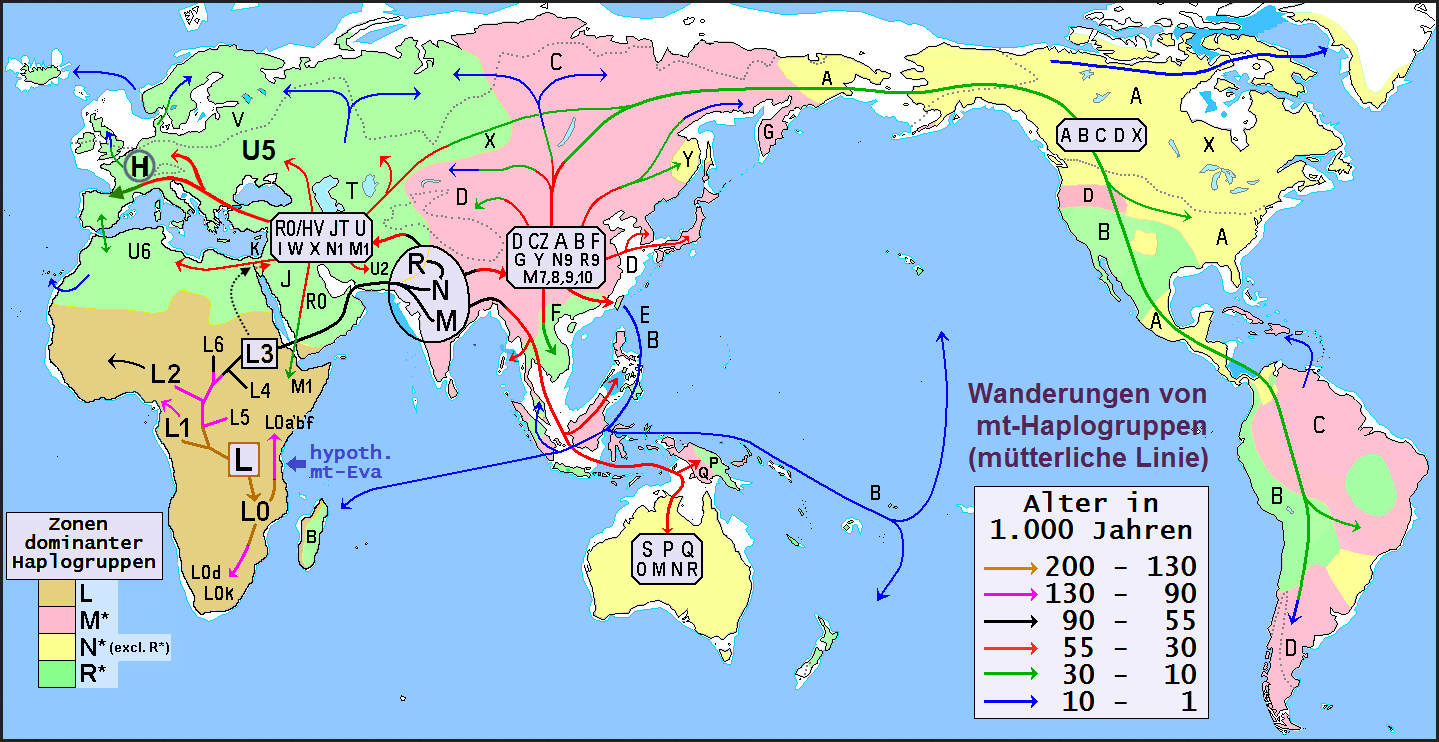
mt-Haplogruppen zeigen die frühe Migration der Menschen, tausende Jahre vor der Gegenwart.
Weiß: Heute überflutete Flächen, die während der letzten Eiszeit über dem Meeresspiegel lagen.
Punktierte Linien: Maximale Ausdehnung von Inlandeis während der letzten Eiszeit.

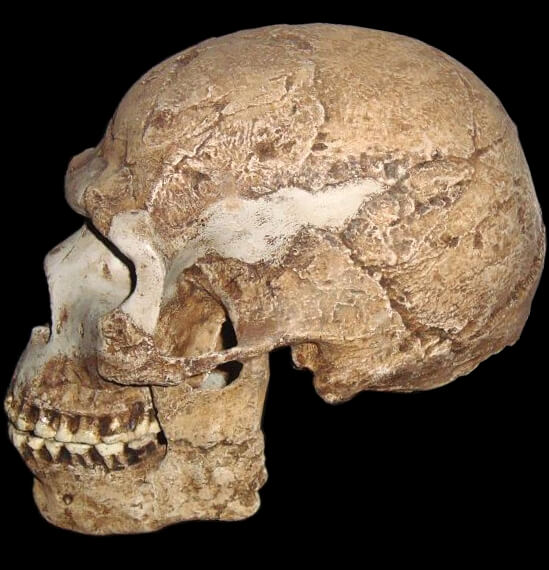
Der Schädel Skhul V, eines der ältesten Fossilien von Homo sapiens außerhalb Afrikas (ca. 100.000 Jahre)

Die Ausbreitung des Menschen (des Homo sapiens) über die Erde begann den heute vorliegenden wissenschaftlichen Befunden zufolge in Afrika.
Archäologische Befunde und die Verbreitung von Haplogruppen zeigen: Zuerst wanderten die Menschen in den Nahen Osten, dann nach Südasien und vermutlich vor etwa 50.000 bis 60.000 Jahren nach Australien. Dabei folgten sie, wie schon in Afrika, dem Verlauf der Küsten. Erst später wurden Zentral- und Ostasien, beide Teile Amerikas und Europa besiedelt. Bis vor wenigen tausend Jahren teilten die modernen Menschen dabei ihren Lebensraum mit weiteren Arten aus der Gattung Homo, in Europa etwa mit den Neandertalern.
Diese Rekonstruktion der Ausbreitung des modernen Menschen weist erhebliche Parallelen zur Out-of-Africa-Theorie auf, die sich üblicherweise auf Homo erectus bezieht, aus dem sich in Europa der Neandertaler entwickelte. Die früher verbreitete Ansicht, wonach Homo sapiens sich auf mehreren Kontinenten getrennt voneinander aus Homo erectus entwickelte („multiregionaler Ursprung des modernen Menschen“), kann heute als widerlegt gelten.

## Stammbäume

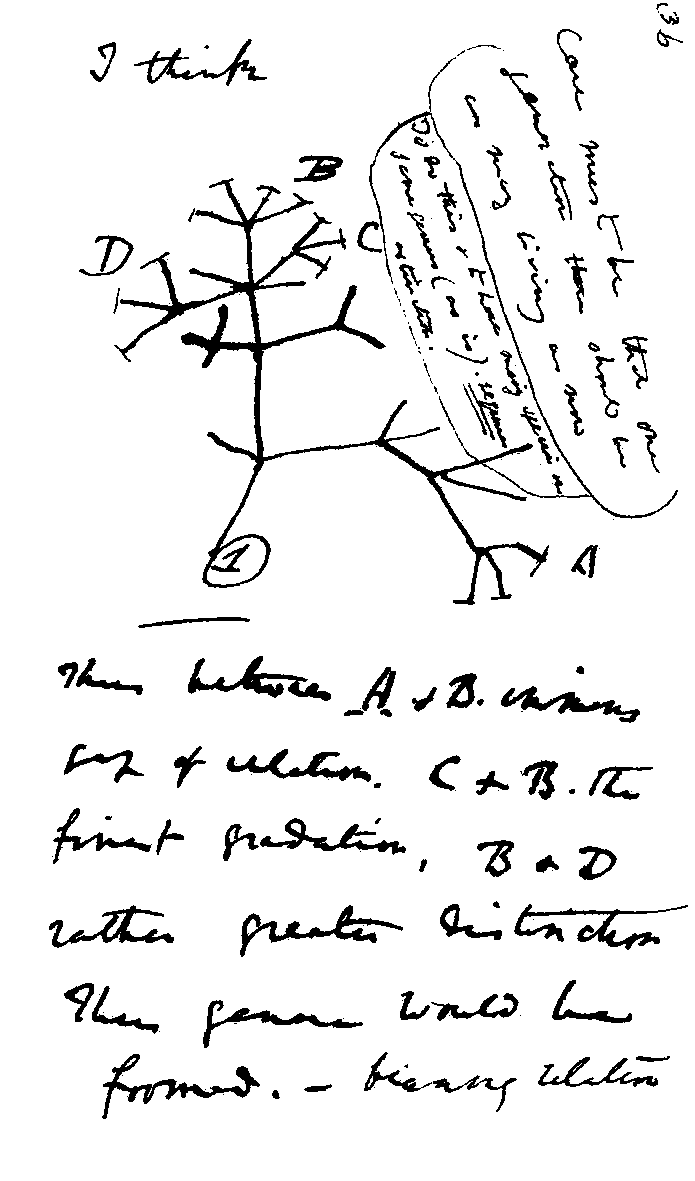
Darwins erste Skizze eines Stammbaums von Tierarten

Charles Darwin schrieb 1837 in sein privates Notizbuch B den Satz „I think“ (‚Ich vermute‘) und zeichnete dann ein System sich gabelnder Linien, um zu erklären, wie er sich die Evolution vorstellte. Seiner epochalen Veröffentlichung über Die Entstehung der Arten von 1859 war ein Evolutionsdiagramm beigefügt, das nun von unten nach oben laufend auch eine zeitliche Abfolge ausdrückte. Statt für Arten können die Linien in solchen Stammbäumen auch für menschliche Populationen stehen.

### Paläoanthropologische Befunde
Darwin war es auch, der bereits 1871 in Die Abstammung des Menschen und die geschlechtliche Zuchtwahl vermutete, dass der Mensch aus Afrika stamme. Später waren aber eher „multiregionale“ Modelle beliebt, wonach die verschiedenen menschlichen Rassen getrennt voneinander in verschiedenen Gegenden der Welt entstanden seien. Heute wird diese Ansicht nur noch von Anthropologen in der Volksrepublik China und in Sri Lanka vertreten.
1924 identifizierte der australische Anatom Raymond Dart in Südafrika mit Australopithecus africanus zum ersten Mal einen Vormenschen aus Afrika. In den 1960er- und 1970er-Jahren entdeckten Louis Leakey und andere Mitglieder der Leakey-Familie in Ostafrika dann zahlreiche Exemplare von Homo. Als älteste Fossilien der Gattung gelten heute ein 2,4 Millionen Jahre alter bezahnter Unterkiefer (UR 501) von Homo rudolfensis, den Friedemann Schrenk in Malawi fand, sowie das Unterkiefer-Fragment LD 350-1 aus Äthiopien. Der früheste Homo erectus (= Homo ergaster) wird auf ein Alter von 1,8 Millionen Jahren datiert. Funde in Dmanissi, Georgien, belegen, dass Vertreter der Gattung Homo nur wenig später bereits Afrika verlassen hatten. Diese Tatsache wird in der Regel als Out-of-Africa-Theorie bezeichnet, aber auch der moderne Mensch hat sich in einer zweiten Auswanderungswelle von Afrika aus über die Welt verbreitet.

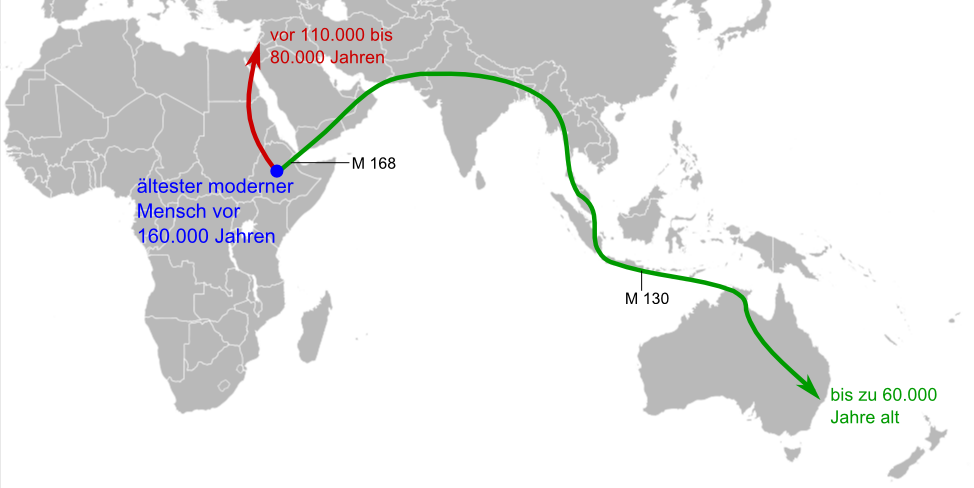
Erste Wanderungen in den Nahen Osten und nach Australien (M 168 und M 130 bezeichnen Marker im Y-Chromosom; siehe unten)

Die Frühgeschichte der Art Homo sapiens ist in Afrika – und nur in Afrika – durch eine dichte Reihe von Fossilien repräsentiert. Bereits 1921 wurde in Kabwe (Broken Hill) in Sambia der als Homo rhodesiensis bezeichnete Schädel eines archaischen Homo sapiens gefunden. Fundorte von frühen archaischen Belegen des Homo sapiens liegen außerdem in Djebel Irhoud (Marokko, 300.000 Jahre alt), Saldanha 1 (Südafrika), Ndutu 1 und Eyasi 1 in Tansania, Bodo (Äthiopien), Salé (Marokko) und – das Fossil Florisbad 1 – bei Brandford (Südafrika). Späte archaische Homo sapiens (ca. 200.000–100.000 Jahre alt), die nur noch Überaugenwülste als Reminiszenz an Homo erectus zeigen, stammen u. a. aus der Fundstätte Omo-Kibish in Äthiopien (Omo 1 und Omo 2), Eliye Springs am Turkana-See in Kenia und aus Laetoli (Tansania). Moderne Homo sapiens, die sich in nichts von den heute lebenden Menschen unterscheiden, sind unter anderem in Border Cave und den Klasies-River-Höhlen (Südafrika), sowie Omo-Kibish (Äthiopien) nachgewiesen worden. In den Klasies-River-Höhlen zwischen Kapstadt und Port Elizabeth unter Leitung von Hillary Deacon und im Border Cave unter Peter Beaumont wird das erste Erscheinen des modernen Menschen vor 120.000 Jahren angesetzt. Ein fast vollständiger Schädel aus Omo-Kibish ist womöglich sogar 130.000 Jahre alt. Den ältesten modernen Menschen repräsentiert gegenwärtig ein 160.000 Jahre alter Fund aus der Fundstelle Herto im Mittleren Awash (Äthiopien); ob auch der Ursprung von Homo sapiens im Nordosten Afrikas lag oder im südlichen Afrika, ist derzeit Gegenstand der wissenschaftlichen Diskussion.
Funde am Djebel Irhoud in Marokko stützen die These, der moderne Mensch habe sich über einen Zeitraum von mehreren 10.000 Jahren in weiten Teilen Afrikas sukzessive entwickelt, und modernere Merkmale hätten sich durch Wanderungsbewegungen jeweils relativ rasch über den Kontinent verbreitet.

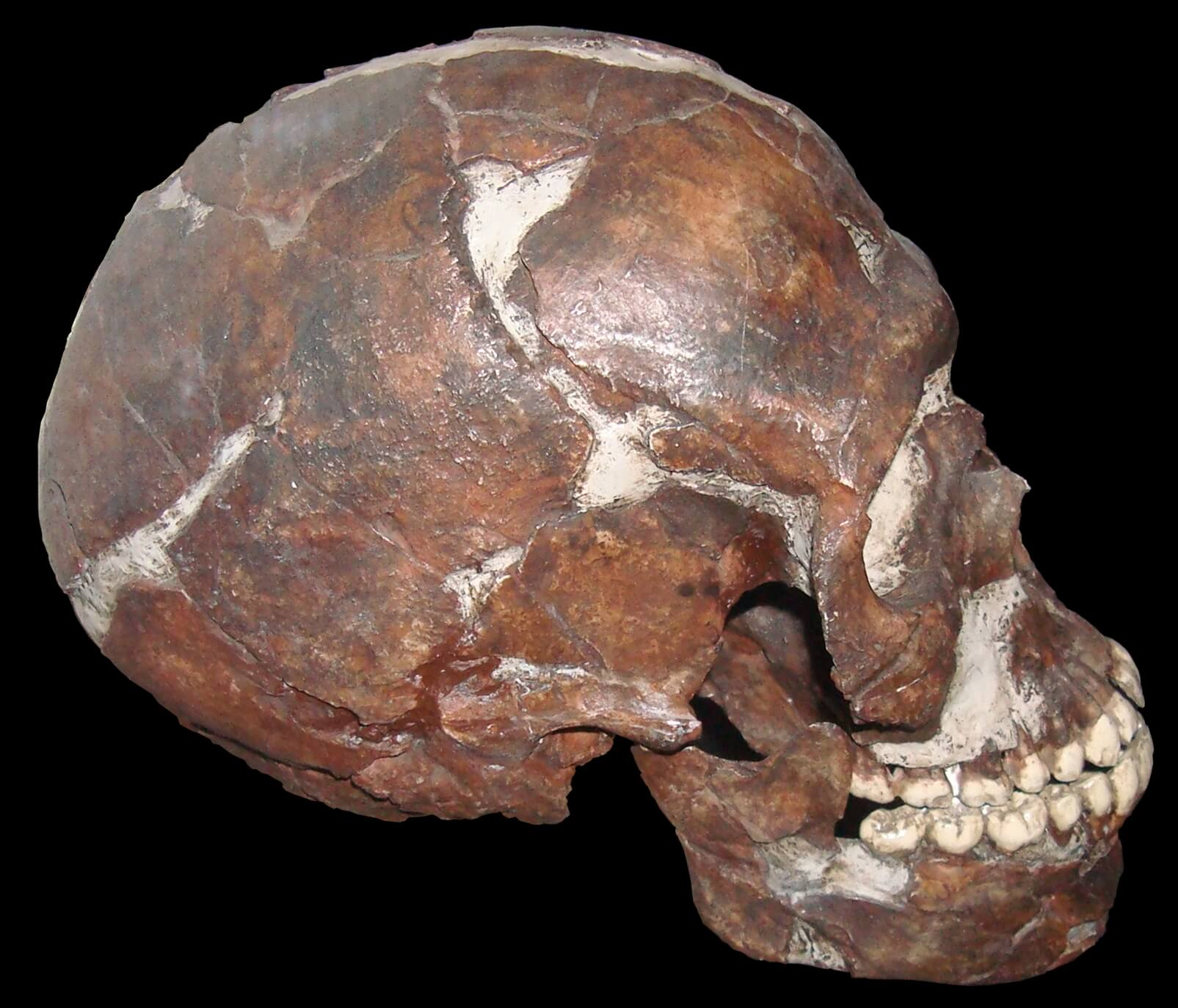
Schädel von Qafzeh 9

Die ersten Fossilien des anatomisch modernen Menschen außerhalb Afrikas sind ab 1931 in der Skhul-Höhle bei Haifa im Karmel-Gebirge und kurz danach in der Qafzeh-Höhle nahe Nazareth im heutigen Israel ausgegraben worden. Die ältesten von ihnen lassen sich auf ein Alter von ungefähr 100.000 Jahren datieren; in der Zeit zwischen 80.000 und 50.000 Jahren versiegen die Nachweise von Menschen in diesen Fundstätten wieder. Das geht mit einem Rückgang der Temperatur von ungefähr 10 °C einher, der sich vor rund 80.000 Jahren im Mittelmeerraum ereignete und die Lebensverhältnisse stark veränderte. Nach diesem ersten Vorstoß aus Afrika starben die Menschen hier entweder einfach aus oder wanderten nach Afrika zurück (und wurden in einigen Fällen durch Neandertaler ersetzt). Eine mögliche Erklärung bietet die Toba-Katastrophentheorie des Anthropologen Stanley Ambrose, nach der ein verheerender Vulkanausbruch auf Sumatra eine Eiszeit verursacht habe.

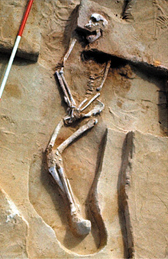
Mungo Man (oder Mungo 3) aus Australien ist etwa 40.000 Jahre alt.

Sieht man von dieser Episode ab, so stammen die ältesten Funde des modernen Menschen außerhalb Afrikas verblüffenderweise aus Australien. Lake Mungo liegt in New South Wales, circa 1000 Kilometer westlich von Sydney. Hier entdeckte Jim Bowler die Überreste eines Menschen namens „Mungo 3“, der inzwischen für 40.000 Jahre alt gehalten wird. Menschliche Artefakte aus einer Sedimentschicht unterhalb dieser Fundstelle werden sogar auf ein Alter von bis zu 60.000 Jahren datiert. Steinwerkzeuge aus einem Fundort im Northern Territory könnten ebenfalls bis zu 60.000 Jahre alt sein. Geht man von diesem Datum aus, benötigte die Menschheit ca. 2000 Generationen seit dem Verlassen Afrikas, um die Erde zu besiedeln. Dabei handelt es sich nicht um zielgerichtete Wanderungen; in den meisten Fällen genügt es anzunehmen, dass eine Gruppe ihren Siedlungsbereich um wenige Kilometer pro Generation erweiterte.

### Genetische Stammbäume
Die genetischen Stammbäume geben Auskunft über die prähistorischen Ausbreitungsbewegungen, unter anderem weil die Richtung der Ausbreitung der veränderten Merkmale des Genoms oft noch feststellbar oder nachvollziehbar ist.
Während Skelettmerkmale sich meist graduell voneinander unterscheiden, werden für Stammbäume, die mit genetischen Methoden gewonnen worden sind, Polymorphismen genutzt, deren Zustand sich sprunghaft ändert. Ein Polymorphismus bezeichnet einen genetischen Unterschied. Auf der Protein-Ebene können das zum Beispiel die vier Blutgruppen des AB0-Systems sein, auf der DNA-Ebene bedeutet zum Beispiel der Polymorphismus M173, dass auf einer bestimmten Position in der Nukleotidabfolge auf dem Y-Chromosom statt eines A ein C steht. Für die Konstruktion von Stammbäumen brauchbare Polymorphismen werden auch Marker genannt.
Bei der zeitlichen Einordnung der Verzweigungen in genetischen Stammbäumen muss bedacht werden, dass die Angaben mit einer großen Ungenauigkeit behaftet sind, weil die Mutationsrate in prähistorischen Populationen schwer zu bestimmen ist. Außerdem gilt für Stammbäume, dass ausgestorbene Zweige keine genetischen Spuren in den lebenden Populationen hinterlassen haben, also allein anhand der Erbinformation rezenter Populationen nicht erkannt werden können.

#### Stammbäume aus der Verteilung von Blutgruppen
Während des Ersten Weltkriegs untersuchte das polnische Ehepaar Hirszfeld die Verteilung der Blutgruppen bei Soldaten verschiedener Nationalitäten an der Balkanfront. Aus ihren Ergebnissen formulierten sie 1919 die These, dass die Menschheit aus zwei „reinen“ Populationen mit den Blutgruppen A und B entstanden sei, die sich später durch Wanderungen vermischt hätten. Den Ursprung der Blutgruppe A vermuteten sie in Nordeuropa, von B in Indien. Die Menschheit schien demnach zwei getrennte Ursprünge zu haben.

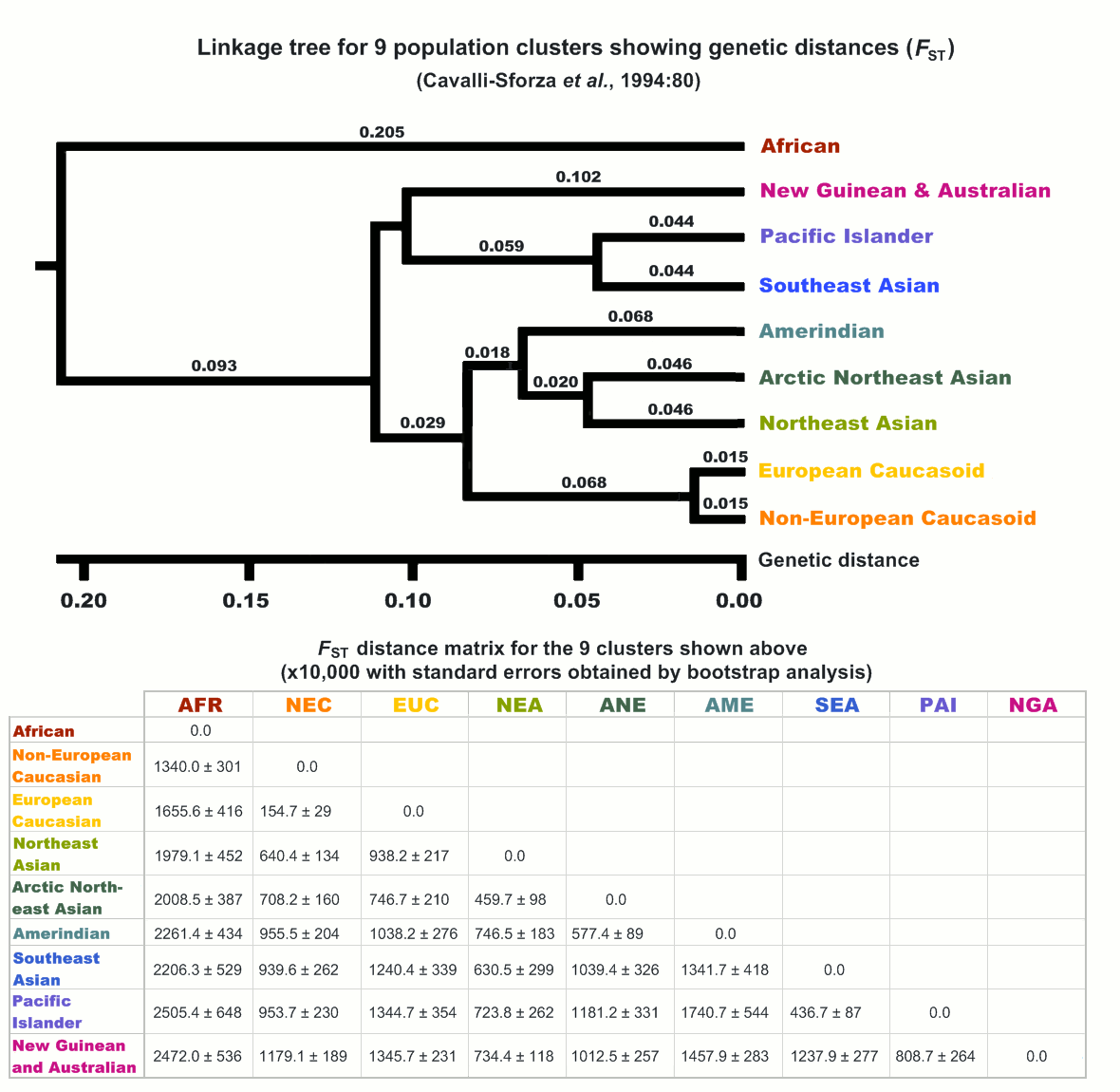
Genetischer Vergleich in neun Bevölkerungspopulationen weltweit, nach Cavalli-Sforza (1988).

Ab den 1930er untersuchte der Brite Arthur Mourant Tausende von Blutproben aus Hunderten menschlicher Populationen aus aller Welt auf die Verteilung der AB0-Blutgruppen. 1954 fasste er die Ergebnisse in dem Werk The Distribution of the Human Blood Groups zusammen, das in den nächsten 20 Jahren das Standardlehrbuch der menschlichen Populationsgenetik bildete und die moderne Humangenetik begründete.
Richard Lewontin, damals an der Universität von Chicago tätig und eigentlich an Fruchtfliegen interessiert, analysierte 1972 auf dieser Grundlage, wie sich verschiedene menschliche Populationen in ihrer genetischen Variation unterschieden. Das Ergebnis, das ihn selbst überraschte, war, dass rund 85 Prozent der genetischen Variation innerhalb einer Population auftrat. Lediglich sieben Prozent der genetischen Variation unterschieden Populationen voneinander, etwa Finnen von Portugiesen. Und nur die restlichen acht Prozent unterschieden menschliche „Rassen“ voneinander. Lewontin begriff darunter etwa „Kaukasier“ aus dem westlichen Eurasien, Afrikaner aus dem Gebiet südlich der Sahara oder australische Ureinwohner. Der Forscher veranschaulichte sein Ergebnis durch ein Gedankenexperiment: Wenn durch irgendein schreckliches Ereignis die gesamte Menschheit bis auf die Kikuyu ausstürbe, dann blieben immer noch 85 Prozent der gesamten genetischen Variation unter den Menschen erhalten (das ist keine Besonderheit der Kikuyu, sondern gilt auch für die meisten anderen Populationen). Lewontins Ergebnis ist seitdem in zahlreichen Studien bestätigt worden. Für die Konstruktion genetischer Stammbäume heißt das, dass nur relativ wenige Polymorphismen als Marker geeignet sind.
Eine andere wichtige Einsicht steuerte der Japaner Motoo Kimura bei, der in den USA arbeitete. In den 1950er Jahren waren die meisten Biologen der Ansicht, dass die Selektion die wichtigste Ursache für die Ausbreitung genetischer Abweichungen sei. Kimura berechnete dagegen, dass die meisten Unterschiede durch Gendrift entstehen, sich also rein zufällig ausbreiten. In diesem Fall liefert die Mutationsrate auch ein Maß für den Zeitpunkt, zu dem ein Marker entstanden ist. Der Populationsgenetiker Luigi Luca Cavalli-Sforza stellte außerdem 1964 das Prinzip der sparsamsten Erklärung auf (engl. parsimony, vgl. „Ockhams Rasiermesser“), das seitdem in sämtlichen Studien zu diesem Thema befolgt wird. Demnach wird ein Muster von Polymorphismen durch die geringstmögliche Zahl an Änderungen erklärt, die nötig sind, um es zu erreichen. Die menschlichen Populationen, die genetisch am wenigsten voneinander abweichen, gelten also als am stärksten miteinander verwandt. Auf dieser Grundlage untersuchten Cavalli-Sforza und Anthony Edwards die Blutgruppenverteilung in 15 menschlichen Populationen. Während Populationen aus Europa und Ostasien hier nahe verwandt erschienen, wirkten sie mit Afrikanern vergleichsweise wenig verwandt. Cavalli-Sforza präsentierte gemeinsam mit Walter Bodmer auf der Grundlage dieser Daten eine Theorie, wann sich die menschlichen Populationen voneinander getrennt haben sollen: „Afrikaner“ und „Ostasiaten“ vor 41.000 Jahren, „Afrikaner“ und „Europäer“ vor 33.000 Jahren und „Europäer“ und „Ostasiaten“ vor 21.000 Jahren.

#### Stammbäume aus Mitochondrien-DNA
Seitdem Walter Gilbert und Fred Sanger unabhängig voneinander Methoden zur Sequenzierung von DNA entwickelt hatten (Nobelpreis 1977), wurde die Konstruktion von Stammbäumen auf dieser Ebene möglich. Das vervielfacht die Anzahl der verfügbaren Polymorphismen: Statt der vier Blutgruppen des AB0-Systems konnte nun potenziell an jedem einzelnen Nukleotid der menschlichen DNA ein Polymorphismus in Form einer Punktmutation nachgewiesen werden. Die menschliche DNA umfasst drei Milliarden Nukleotide.
In den meisten Chromosomen wird das von Mutter und Vater stammende Erbgut allerdings ständig rekombiniert, sodass das ursprüngliche Muster der Polymorphismen nach einigen hundert Generationen verloren geht. Der neuseeländische Biochemiker Allan Wilson von der Universität von Kalifornien in Berkeley setzte deswegen aus folgenden Gründen seine Doktorandin Rebecca L. Cann auf die DNA von Mitochondrien an:
- Mitochondrien werden nur von Müttern vererbt und besitzen ihr eigenes Erbgut außerhalb des Zellkerns;
- die Sequenz dieser mitochondrialen DNA (mtDNA) liegt nur in einer einzigen Version vor;
- die Mutationsrate ist verglichen mit Chromosomen zehnmal so hoch, sodass etwa alle 100 Nukleotide mit einem Polymorphismus zu rechnen ist;
- außerdem enthält eine einzige Körperzelle einige hundert Mitochondrien, sodass für die anfangs noch unempfindlichen Methoden ausreichend DNA zur Verfügung stand.

In der Arbeit, die Cann 1987 veröffentlichte, identifizierte sie erstmals eine gemeinsame Urahnin: „Alle diese mitochondrialen DNAs stammen von einer einzigen Frau ab, die vermutlich vor rund 200.000 Jahren wahrscheinlich in Afrika lebte.“ In der Tagespresse wurde diese Urahnin schnell als „Eva“ bezeichnet. Das bedeutet aber nicht, dass in dieser Population nur eine Frau gelebt hätte; die Mitochondrien aller anderen damals lebenden Frauen sind nur im Laufe der Zeit ausgestorben, da es keine rein weibliche Ahnenkette zu ihnen zurückgibt.
Schwarze Afrikaner zeigten die größte genetische Variabilität in ihren mtDNA-Sequenzen – bei einer als konstant angenommenen Mutationsrate hatten sie also die längste Zeit gehabt, um zu evolvieren. Mit anderen Worten: Der Ursprung von Homo sapiens in Afrika ließ sich auch mit genetischen Methoden bestätigen. Spätere Studien haben dieses Ergebnis bekräftigt, wenn auch der Zeitpunkt der ersten Aufspaltung im Stammbaum auf vor 150.000 Jahren korrigiert wurde.
Mit einer weiteren Methode kann der Zeitpunkt kalkuliert werden, ab dem Populationen begonnen haben, sich exponentiell zu vermehren. Polymorphismen reichern sich mit einer konstanten Rate an und bilden für eine Population eine glockenförmige Verteilung. Der Anthropologe Henry Harpending von der Pennsylvania State University untersuchte sogenannte mismatches in der mtDNA von 25 menschlichen Populationen und fand in 23 von ihnen die typischen Zeichen für ein kürzlich durchlaufenes exponentielles Wachstum. Die Bevölkerungsvermehrung setzte demnach in Afrika vor 60.000 Jahren, in Asien vor 50.000 und in Europa vor 30.000 Jahren ein.

#### Stammbäume aus Y-chromosomaler DNA
Ein weiterer Abschnitt in der menschlichen DNA kommt ebenfalls nur in einer Version vor: das Y-Chromosom (siehe auch Haplogruppe, Haplotyp). Es wird ausschließlich von Vätern an Söhne weitergegeben. Zwar kommt auf dem Y-Chromosom nur etwa alle 1000 Nukleotide ein Polymorphismus vor, aber da es etwa 50 Millionen Nukleotide lang ist – im Gegensatz zur mitochondrialen DNA mit lediglich rund 16.000 Nukleotiden – hat es sich inzwischen als der bei weitem geeignetste Ansatzpunkt für die Konstruktion genetischer Stammbäume erwiesen.
Die Ergebnisse bestätigen die mit mitochondrialer DNA gewonnenen Stammbäume: Auch die anhand Y-chromosomaler DNA konstruierten Stammbäume wurzeln in Afrika. Das Alter des ersten gemeinsamen männlichen Vorfahren beträgt hier allerdings lediglich 59.000 Jahre. Das ist kein Widerspruch zum mtDNA-Stammbaum, denn die Tiefe eines Stammbaums hängt von der Anzahl der verfügbaren Polymorphismen ab. Da das Y-Chromosom aber nur relativ wenige Polymorphismen aufweist, läuft der damit gewonnene Stammbaum früher zusammen und liefert keine Informationen mehr über ein Alter von 59.000 Jahren hinaus. Umgekehrt setzt dieses Ergebnis aber eine obere zeitliche Grenze für die Auswanderung aus Afrika: Bis vor 59.000 Jahren hatte demnach noch kein Angehöriger der Art Homo sapiens Afrika verlassen (mit einem Fehler zwischen 40.000 und 140.000 Jahren). Der ökologische Raum „Afrika“ umfasst hier allerdings auch den Nahen Osten, wie die erwähnten Fossilfunde aus Israel belegen. Die weiteren Ergebnisse sind weiter unten in einer Zusammenschau dargestellt.

#### Stammbäume aus Einzelnukleotid-Polymorphismen
Heute beziehen Forscher das gesamte Erbgut in ihre Analysen ein. An der DNA-Sequenz des menschlichen Genoms ist die Evolution des Homo sapiens und seiner Vorformen mit Methoden der Humangenetik nur in bestimmten Grenzen ablesbar, weil DNA in fossilen Knochen oft zu weit zerfallen ist. Es ist daher nur selten möglich, Aufschluss über die Ausbreitung menschlicher Populationen durch den direkten Vergleich alter und neuer Genome zu bekommen. Allerdings befinden sich seit der Entschlüsselung des Humangenoms andere Analyseverfahren in schneller Entwicklung, die aus Resten des Genoms in fossilen Knochenfunden und aus den Genomen heutiger Populationen auf frühere Selektionsprozesse in einzelnen Populationen rückschließen lassen. Die daraus gewonnenen Erkenntnisse belegen in groben Zügen, aber immer sicherer, wie sich die Menschen ausbreiteten.
Grundlage einiger Verfahren sind die Einzelnukleotid-Polymorphismen (SNPs). Hierbei handelt es sich um Punktmutationen, das heißt um genetische Veränderungen (Allele), die sich zu einem gewissen Grad im Genpool einer Population durchgesetzt haben. Wenn solche Punktmutationen zu unterschiedlichen Zeitpunkten aufgetreten sind und sich danach in der Population verbreitet haben, kann aus ihrer Häufigkeit und ihrer Kombination auf verwandtschaftliche Beziehungen zwischen den aus einer Ursprungspopulation hervorgegangenen, mittlerweile voneinander getrennt lebenden Folgepopulationen und – hieraus abgeleitet – auf deren Ausbreitung geschlossen werden.
Ein bestimmter SNP (FY*O) kommt beispielsweise bei allen Populationen nördlich der Sahara kaum vor, ist jedoch im subsaharischen Afrika weit verbreitet. Daraus schließen die Autoren dieser SNP-Analyse, dass es – ihren Angaben zufolge vor 75.000 bis 50.000 Jahren – zu einer langfristigen Trennung der nordafrikanisch-kleinasiatisch-eurasischen Populationen von den subsaharischen Populationen gekommen sein muss, was sie als Bestätigung der Out-of-Africa-Theorie bewerten.
Eine weitere Punktmutation unterscheidet die heutigen Populationen Ostasiens sowie die Ureinwohner von Melanesien, Papua-Neuguinea und Amerika von den Populationen Europas, des Nahen Ostens, aus Zentralasien und Südasien: Diese Verteilung spiegelt vermutlich die Trennung der Menschen in eine ostasiatische und eine westeurasische Population wider, deren genauer Zeitpunkt unbekannt ist, die sich aber vor rund 30.000 bis 20.000 Jahren zugetragen haben dürfte. Studien der Polymorphismen an einzelnen Genen, etwa dem Beta-Globin-Gen, dem CD4-Gen und einer Region auf dem Chromosom 21, zeigen für afrikanische Populationen die bei weitem höchste genetische Variabilität. „Die heutige geografische Verbreitung von Allelen entspricht weiterhin stark den frühen vorzeitlichen Ausbreitungsbewegungen der Menschen in Europa und Asien. Denn die Muster im Genom, die damals entstanden, haben sich deutlich erhalten. Später kamen nur erstaunlich wenige Feinanpassungen an lokale Gegebenheiten und heutige Umwelten hinzu.“
Nach anderen Verfahren werden Abweichungen in bestimmten Informationseinheiten untersucht, etwa bei Genen (Haplotyp-Varianten), oder die Variationen in der Anzahl von definierten Genomabschnitten (Kopieanzahl-Variationen, copy number variations, CNVs). Dies kann mit Druckfehlern in einzelnen Buchstaben, mit Veränderungen in einem ganzen Wort oder mit dem Hinzufügen oder Entfernen von ganzen Abschnitten in einem Text verglichen werden.

### Stammbaum anhand der Innenohrknochen
Eine von genetischen Markern unabhängige Methode zur Rekonstruktion der Ausbreitung des Menschen wurde im Jahr 2018 publiziert. Hierzu wurden die anatomischen Merkmale des so genannten Innenohr-Labyrinths bei 221 Skeletten von Menschen aller Kontinente mittels Mikro-Computertomographie dreidimensional und zerstörungsfrei erfasst und deren zeitlich-räumliche morphologische Varianten analysiert. Den Autoren der Studie zufolge korreliert der Formenwandel des Innenohrs mit der Distanz von Afrika.

### Linguistische Methoden zur Konstruktion von Stammbäumen
Die Entwicklung der Sprache muss bei der Ausbreitung des modernen Menschen eine wesentliche Rolle gespielt haben. Die Linguistik kann zwar nur wenige Aussagen über sehr frühe sprachliche Entwicklungen während der Ausbreitung der Menschen machen; wohl aber können die Beziehungen zwischen der genetischen und der linguistischen Evolution untersucht werden, was ebenfalls zu einem genaueren Verständnis der Ausbreitung der Menschen beitragen kann. So fand sich in einer Analyse von 504 Sprachen aus aller Welt die größte Vielfalt an Phonemen in Afrika; in Südamerika und Ozeanien ist sie am geringsten. Der Autor erklärt dies durch eine Reihe von Gründereffekten: Bei der Wanderung über die Welt wurden neue menschliche Populationen meist nur von wenigen Individuen gegründet. Bei diesem Prozess gingen von den in Afrika üblichen Phonemen immer mehr verloren. Innerhalb von Afrika liegt nach diesen Ergebnissen der Ursprung der ersten menschlichen Sprache, oder Sprachen, in West-, Zentral- oder dem südlichen Afrika.

## Ausbreitung der Menschen über die Erde

### Ursachen
Es gibt zwei wesentliche Ursachen, die als Grund für die Auswanderung in neue Regionen angeführt werden:
- Klimaveränderungen (vor allem zunehmende Dürren) bedingten veränderte Routen der großen Herdentiere, denen die Jägergruppen folgten.
- Neue Waffentechnologien (Speerschleuder, Pfeil und Bogen) führten zu einer besseren Versorgung: Die Bevölkerungszahl wuchs, damit jedoch auch der Druck auf die Ressourcen. Dazu kamen Seuchen und soziale Konflikte.

In günstigeren Gebieten kam es zur Ansiedlung und im Laufe der Zeit zu einer immer besseren Anpassung an die jeweiligen ökologischen Verhältnisse. Auf diese Weise entstanden die ältesten menschlichen Kulturen. Die effiziente Nutzung der Umwelt führte dort erneut zu einem starken Bevölkerungszuwachs und einer daraus folgenden Ausweitung der Siedlungsräume. So kam es zu einer sternförmigen Ausbreitung und Etablierung der Kulturen innerhalb des jeweiligen Landschaftstyps. Nach der Theorie der Kulturareale blieben die wesentlichen Merkmale der Gesellschaften dabei erhalten. Bei den „Ablegern“ kam es lediglich zur Differenzierung von Details. Erst drastischere Veränderungen führten zu einer erneuten Abwanderung in anders geartete Lebensräume, die dort wiederum die Entwicklung neuer Subsistenzstrategien erforderlich machten und dabei zur Differenzierung neuer Kulturen führte.

### Ursprünge
Innerhalb von Afrika war der moderne Mensch spätestens vor 60.000 und nach dem Grabungsbefund in Herto bereits vor 160.000 Jahren vorhanden. Die größte genetische Vielfalt und damit die ältesten Linien der Menschheit finden sich südlich der Sahara. Vor allem die San – früher als „Buschleute“ bekannt – zeigen die Art von genetischer Vielfalt, die für die frühesten Menschen charakteristisch ist. Auch die mtDNA-Stammbäume und die eigentümlichen Klicksprachen der San könnten eine Verbindung zu den frühesten menschlichen Vorfahren nahelegen. Aus Grabungen ist bekannt, dass das Verbreitungsgebiet der San früher bis nach Äthiopien und Somalia reichte. Insgesamt gilt für alle Menschen: Je weiter der Abstand zu Äthiopien ist, desto geringer wird die genetische Vielfalt.
Zur Frage, warum Homo sapiens vor rund 60.000 Jahren begonnen hat, die Welt außerhalb Afrikas erfolgreich zu besiedeln, gibt es unterschiedliche Hypothesen, die einander möglicherweise ergänzen. Der britische Archäologe Paul Mellars hat 2006 beispielsweise argumentiert, dass sich in dieser Epoche bei einigen Populationen vermutlich eine bedeutende Steigerung der Komplexität ihres technologischen, ökonomischen, sozialen und kognitiven Verhaltens vollzogen habe, die – im Vergleich mit benachbarten Populationen – bei ihnen zu einem starken Bevölkerungswachstum und zu nachfolgender räumlicher Expansion führte. Der Genetiker Andrea Manica von der Universität Cambridge wies 2012 hingegen darauf hin, dass vor rund 70.000 bis 60.000 Jahren das Klima im nordöstlichen Afrika und auf der Arabischen Halbinsel feuchter und die Küstenbereiche dadurch fruchtbarer wurden; zuvor hätten riesige wüstenartige Landstriche eine Wanderung nach Norden verhindert. In derselben Epoche existierten zudem mehrere große Flusssysteme, die heute in der Sahara unter Sand verschüttet sind.
In einer 2019 publizierten Studie wurde anhand von mtDNA für die Zeit vor rund 65.000 Jahren die Zuwanderung einer kleinen Population von Menschen aus dem südlichen Afrika nach Ostafrika rekonstruiert, was erklären könnte, warum zuvor nur im Süden archäologisch belegte Kulturtechniken danach erstmals auch im Osten des Kontinents nachweisbar sind; dieser „Modernisierungsschub“ könne schließlich die Ausbreitung in Gebiete außerhalb Afrikas angestoßen haben.

### Besiedlung Australiens über Südasien
Bereits 1962 hatte der US-amerikanische Geograf Carl Ortwin Sauer ein universell vorhandenes Ausbreitungsmuster beschrieben, dem zufolge der Mensch dem Verlauf der Küsten folgte (noch heute siedelt der größte Teil der Menschheit in Meeresnähe). Abfallhaufen von Muschelschalen, die auch Steinwerkzeuge enthielten, sind 2007 an der Höhle von Pinnacle Point am Indischen Ozean in Südafrika auf ein Alter von 164.000 Jahren, an der Küste von Eritrea auf ein Alter von 125.000 Jahren datiert worden. Asien muss nicht unbedingt auf dem Landweg über die Sinai-Halbinsel und den „levantinischen Korridor“ besiedelt worden sein. Verschiedene Wissenschaftler schlagen vielmehr einen Weg über den Bab al-Mandab, die arabische Halbinsel und die Straße von Hormus vor, das heißt durch eine Region, die vor rund 125.000, rund 100.000 und rund 80.000 Jahren für jeweils 4000 bis 7000 Jahre relativ feucht war. Gestützt wurde diese Version 2009 durch den Fund von Steinwerkzeugen, die auf 70.000 bis 80.000 Jahre datiert worden sind, in Shi'bat Dihya 1 (Jemen) durch ein französisches Team sowie im Jahr 2011 von 125.000 Jahre alten Werkzeugen durch ein internationales Team in Jebel Faya 1 (auch: FAY-NE1, Vereinigte Arabische Emirate). Jedoch fehlten zunächst Fossilien der Werkzeugmacher, unter anderem deshalb, weil die damaligen Küstengebiete entlang der arabischen Halbinsel nach dem letzten eiszeitlichen Kältemaximum vom ansteigenden Meeresspiegel überflutet wurden. 2016 wurde dann aber am Fundort Al Wusta in der Wüste Nefud im Norden Saudi-Arabiens der 3,2 Zentimeter große Fingerknochen eines Menschen (Sammlungsnummer AW-1) entdeckt, der mindestens 85.000 Jahre alt ist und dessen Fundschicht auf ein Alter von 95.000 bis 86.000 Jahren datiert wurde, was der Sauerstoff-Isotopenstufe 5 – einer relativ feuchten Periode – entspricht.

Der Unterkiefer TPL2 aus Laos;
rechts unten: Blick auf den Molar M3 („Weisheitszahn“)

Auch die frühen Funde des Java-Menschen (Homo erectus) lassen vermuten, dass es Ausbreitungsrouten entlang der asiatischen Südküste gegeben hat. Im August 2025 gaben Forscher zudem die Entdeckung von Steinwerkzeugen aus der Fundstätte Calio im Regierungsbezirk Soppeng auf der Insel Sulawesi bekannt, denen ein Mindestalter von 1,04 Millionen Jahren zugeschrieben wurde, was ein wenig älter ist als die ältesten Werkzeugfunde aus dem Soa-Becken der benachbarten Insel Flores. Sollte sich dieses Alter bestätigen, würde dies nahelegen, dass Homo erectus bereits vor mindestens einer Million Jahren offene Seewege überwand. Fossilien erhalten sich allerdings unter Küstenbedingungen besonders schlecht, vor allem aber liegt die asiatische Küstenlinie der Kaltzeiten heute ebenfalls unter Wasser, so dass mögliche Fundorte aus dem überwiegenden Teil des Pleistozäns im Indischen Ozean liegen. Für den Schädelfund TPL1 und den einem zweiten Individuum zugeschriebenen Unterkiefer TPL2 aus der Tam-Pa-Ling-Höhle in Laos wurde 2012 bzw. 2015 anhand der Uran-Thorium-Datierung zwar ein Alter von bis zu 63.000 Jahren publiziert, beide lagen aber eingebettet in eine nur 51.000 bis 46.000 Jahre alte Bodenschicht. Ob sie lange nach dem Tod in diese Schicht eingewaschen wurden oder ob die direkte Datierung des Schädels fehlerhaft war, blieb offen; umstritten ist auch die Datierung von Zähnen aus der südchinesischen Fuyan-Höhle, denen ein Alter von mindestens 80.000 Jahren zugeschrieben wurde. Einem bereits 1890 von Eugène Dubois auf der indonesischen Insel Sumatra entdeckten Backenzahn aus der Höhle Lida Ajer wurde im Jahr 2017 ein Alter von 73.000 bis 63.000 Jahren zugeschrieben.
Steinwerkzeuge, die dem frühen Homo sapiens zugeschrieben werden, werden in Indien als Middle Palaeolithic bezeichnet (abweichend zum europäischen Mittelpaläolithikum der Neandertaler) und sind dort sehr selten. Vermeintliche Steinwerkzeuge aus der Fundstelle Jwalapuram im südindischen Bundesstaat Andhra Pradesh wurden auf 74.000 Jahre vor heute datiert. Die Funde sind umstritten, zumal es keine zugehörigen Fossilien gibt. Auch weitere Fundorte Indiens, wie die Billasurgam-Höhlen in Kurnool, Andhra Pradesh, werden unmittelbar vor die Eruption des Toba datiert und führen einige Wissenschaftler zur Toba-Katastrophentheorie, die vor etwa 70.000 Jahren zu einer starken Dezimierung der Bevölkerung Südasiens geführt habe. Dem wird entgegengehalten, dass der benachbarte Homo floresiensis den Ausbruch jedoch überlebt habe, das Klimaereignis demnach überinterpretiert werde. Zudem gibt es aus dem Jungpaläolithikum ab etwa 40.000 Jahren vor heute eine Reihe von Fundplätzen, an denen Klingen hergestellt worden sein müssen, was nur mit dem Homo sapiens in Verbindung gebracht werden kann, da diese Fertigkeit als maßgebliche technische Veränderung hervortritt und vergleichbaren Weiterentwicklungen im europäischen Jungpaläolithikum ähnlich ist. In diese Zeit werden auch die ältesten gesicherten Fossilbelege Australiens datiert (vgl. Mungo Man, Mungo Lady). Neue und mit genaueren Methoden unternommene Untersuchungen des zuletzt gefundenen Mungo 3 datieren ihn auf 57.000 bis 69.000 Jahre, eine Fundstelle von Steingerät im Norden Australiens wurde im Jahr 2017 auf ein Alter von 65.000 Jahren datiert. 2018 wurden jedoch Einwände publiziert, aufgrund derer die Erstbesiedelung Australiens erst vor rund 50.000 Jahren erfolgte.

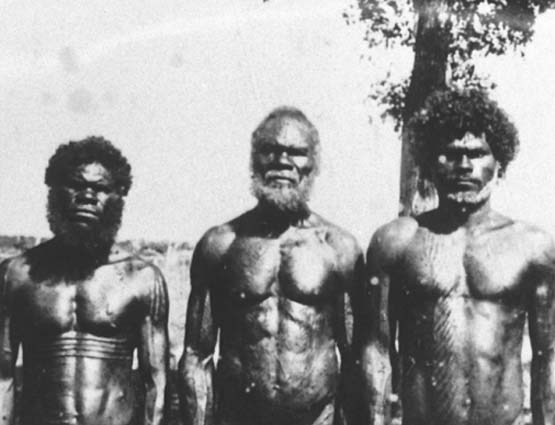
Australische Aborigines

Während der Grabungsbefund also dürftig ist, belegen genetische Analysen die Wanderung entlang der südasiatischen Küste. Der erste Marker im Y-chromosomalen Stammbaum, der Nicht-Afrikaner von den meisten Afrikanern unterscheidet, heißt M168 und muss im Zeitraum zwischen 31.000 und 79.000 Jahren vor unserer Zeit entstanden sein. Er deckt sich mit dem Marker L3 im mitochondrialen Stammbaum vor 50.000 bis 60.000 Jahren. Die Abkömmlinge von M168 und L3 leben im heutigen Äthiopien und Sudan sowie in der gesamten Welt außerhalb Afrikas. Unmittelbar nach der Verzweigung L3 im Stammbaum der mitochondrialen DNA folgen zwei weitere Marker, die den Cluster M definieren. 20 Prozent der Menschen in Indien und nahezu 100 Prozent der australischen Ureinwohner tragen diesen Cluster M. Im Y-chromosomalen Stammbaum folgt auf M168 der Marker M130. Er ist westlich des Kaspischen Meers praktisch nicht vorhanden, kommt in Indien in fünf Prozent aller Männer vor, in Malaysia zu zehn Prozent, zu 15 Prozent auf Neuguinea und zu 60 Prozent unter australischen Ureinwohnern. Die mit Mitochondrien wie durch Y-Chromosomen gewonnenen Stammbäume bestätigen also eine Wanderungsbewegung durch Südasien in Richtung Australien. Sogenannte Negritos, die in isolierten Gegenden Südasiens – etwa auf den Andamanen-Inseln – leben, könnten deren unmittelbare Nachfahren sein.
Die Besiedlung Australiens erfolgte sehr wahrscheinlich aus Neuguinea über die Torres-Straße, die während der Eiszeiten trockengefallen war. Die Rekonstruktion der Erstbesiedelung Australiens wird auch durch eine Untersuchung der Varianten des Magenbakteriums Helicobacter pylori unterstützt. Demnach trugen die Menschen der ersten Wanderungswelle eine Variante in ihren Mägen, die noch heute bei den Ureinwohnern Australiens und der Hochebene Neuguineas nachweisbar ist. Eine zweite, abweichende Variante weisen hingegen die Ureinwohner Taiwans, Melanesiens und Polynesiens auf. Im Jahr 2017 wurden genetische Analysen publiziert, denen zufolge es zumindest in einigen Regionen Australiens eine ununterbrochene Generationenfolge von der Erstbesiedelung bis in die Gegenwart gibt.

### Besiedlung Asiens in einer zweiten Siedlungswelle

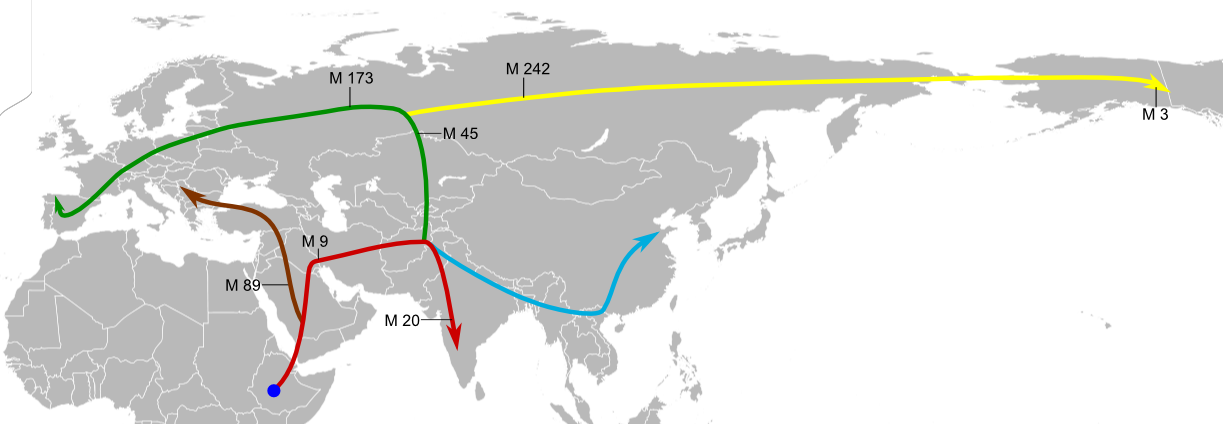
Zweite Siedlungswelle ab ca. 40.000 Jahren BP
M bezeichnet Marker auf dem Y-Chromosom, siehe dazu Text

Der Marker M9 ist vor rund 40.000 Jahren in der Gegend des heutigen Iran oder in Südzentralasien entstanden. Er wird von fast sämtlichen Männern getragen, deren Vorfahren Eurasien, Nord- und Südamerika besiedelt haben. Diese Eurasier dehnten ihren Lebensraum zunächst nach Osten aus, wobei sie auf das Gebirgssystem des Hindukusch, Himalaya und Tianshan stießen. Eine Gruppe orientierte sich nach Süden und besiedelte den indischen Subkontinent. Sie wird durch den zusätzlichen Marker M20 charakterisiert, der in Südindien bei etwa der Hälfte aller Männer auftritt, außerhalb Indiens dagegen nur noch zu ein bis zwei Prozent im Nahen Osten. Die Besiedlung Südindiens durch Männer mit dem Marker M20 muss vor etwa 30.000 Jahren abgelaufen sein. Hier liegt einer der wenigen Fälle vor, in denen der Y-chromosomale und der mitochondriale Stammbaum voneinander abweichen, denn Männer mit dem Marker M130 aus der ersten Besiedlungswelle sind kaum noch nachweisbar, während der mitochondriale Cluster M (siehe oben) gut repräsentiert ist. Dies wird dahingehend interpretiert, dass die männliche Bevölkerung aus der ersten Besiedlungswelle getötet wurde oder sich jedenfalls nicht mehr fortpflanzen konnte, während die Einwanderer sich die Frauen nahmen.
Wie bedeutend die Route durch die Steppen nördlich des Hindukusch war, ist seit 2009 wieder umstritten (Marker M45 vor 35.000 Jahren in Zentralasien entstanden). Steinwerkzeuge in den Altai-Bergen sind mit rund 40.000 Jahren (Jungpaläolithikum) der bisher frühestdatierte Beleg für Menschen in diesem Raum, Steinwerkzeugen vom Fundplatz Tolbor-16 in der Mongolei wurde ein Alter von annähernd 45.000 Jahren zugeschrieben. Die bisher größte Studie zur Genetik der asiatischen Völker des „HUGO Pan-Asian SNP Consortium“, die auf rund 50.000 SNPs basiert, veranschlagt den Anteil dieser Nordroute für die Besiedlung Ostasiens als nicht sehr hoch, wenn überhaupt vorhanden. Demnach wären China und Zentralasien fast ausschließlich von Südostasien her besiedelt worden. Trotzdem sind die Han-Chinesen genetisch deutlich in eine nördliche und eine südliche Population unterteilt.
Einer Besiedlung Chinas fast ausschließlich von Südostasien her stehen Untersuchungen des im heutigen Stadtgebiet von Peking gefundenen und auf ein Alter von 40.000 Jahren datierten Homo sapiens Tianyuan 1 nicht entgegen. Genetische Analysen im Jahr 2012 zeigen, dass dieser Mensch zu einer Population gehört, die bereits mehrere zehntausend Jahre vom Zweig der späteren Europäer getrennt war, aber Vorfahr vieler heutiger Ostasiaten und aller Ureinwohner Amerikas ist.

### Besiedlung des Nahen Ostens und Europas

#### Paläontologische Befunde
Die ersten anatomisch modernen Europäer werden häufig als Cro-Magnon-Menschen bezeichnet, nach dem Fundort Abri de Cro-Magnon in Frankreich, wo 1868 die ersten Knochen ausgegraben wurden. Die Cro-Magnon-Menschen waren häufig über 180 cm groß und hatten einen feingliedrigen Körperbau. Der älteste Schädel eines modernen Menschen in Europa stammt aus der rumänischen Höhle Peștera cu Oase und wird als „Oase 2“ bezeichnet. Er wurde auf 40.500 Jahre datiert. Zwei Milchzähne aus der Grotta del Cavallo in Apulien wurden sogar auf ein Alter von 45.000 bis 43.000 Jahren vor heute datiert. Eine direkte Datierung von Knochenfunden aus der Fundstelle Buran-Kaya III auf der Halbinsel Krim ergab ein Alter von 31.900 +240/−220 BP. Die nächst jüngeren Fossilien aus Mladeč in Tschechien, der englischen Kents Cavern sowie einigen französischen Fundstellen sind allesamt 32.000 bis 30.000 Jahre alt. Die dazu passende Kultur ist das Aurignacien mit den ältesten Belegen aus Höhlen der Schwäbischen Alb und der Fundstelle Willendorf II in Niederösterreich (bis zu 40.000 Jahre alt).
Die Einordnung eines erstmals Anfang 2015 beschriebenen, 54.700 ± 5.500 Jahre (Cal BP) alten Schädeldachs aus der Manot-Höhle in Israel in den Ausbreitungsprozess ist bislang noch offen.

#### Genetische Befunde

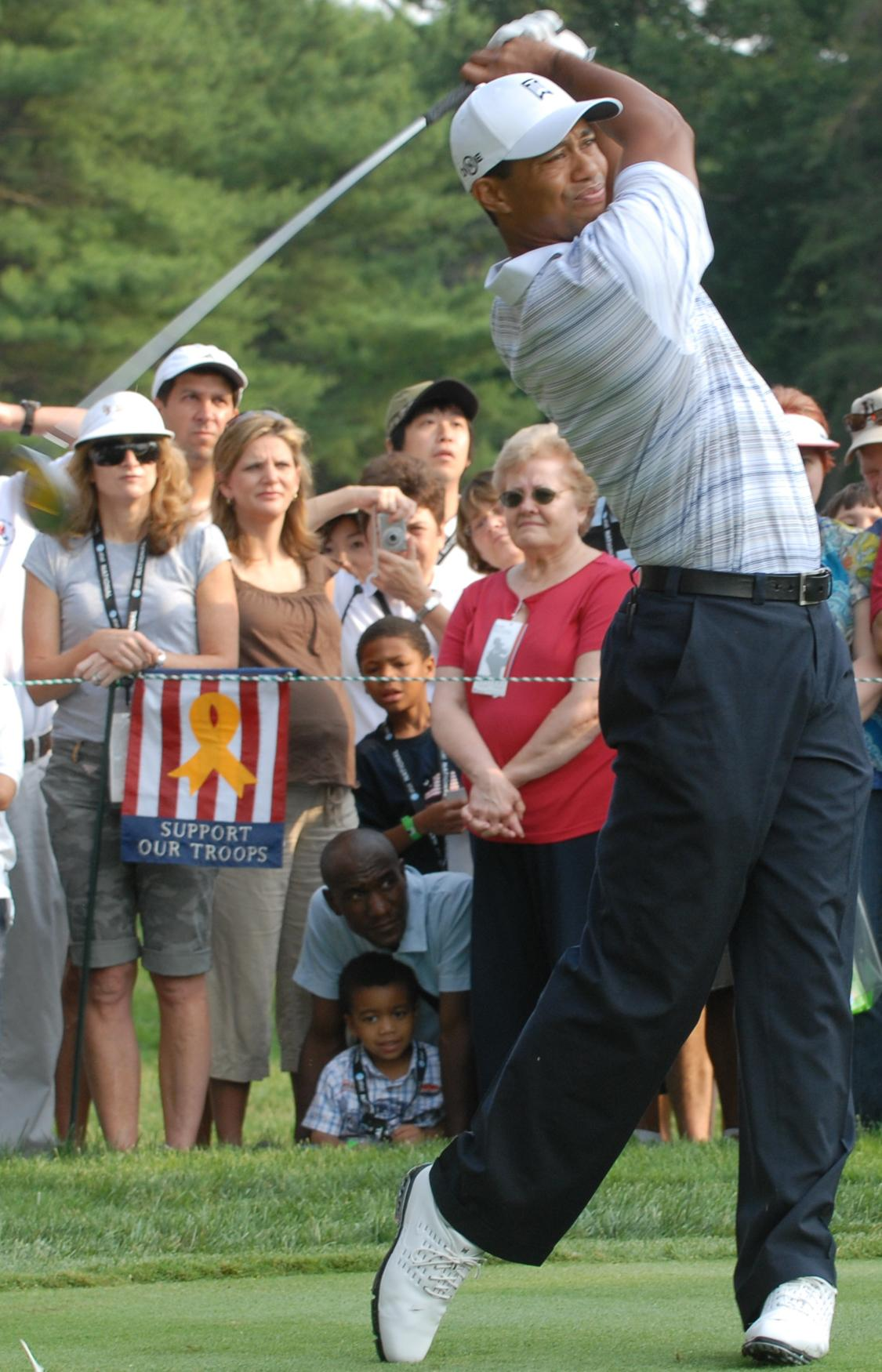
Der Profigolfspieler Tiger Woods ist afrikanischer, indianischer, chinesischer, thailändischer und europäischer Abstammung.

Auf der M168-Linie tritt auch der Marker M89 auf. Er koexistiert nie mit M130, muss also entstanden sein, nachdem die erste Gruppe Menschen bereits Afrika in Richtung Australien verlassen hatte. M89 charakterisiert Männer aus dem nordöstlichen Afrika und dem Nahen Osten und ist vor rund 40.000 ± 10.000 Jahren entstanden. Das stimmt mit den ersten Funden von Steinwerkzeugen im Nahen Osten überein, die etwa 45.000 Jahre alt sind (abgesehen von den Funden in Qafzeh und Skhul im heutigen Israel, die aus dem folgenlosen, ersten Vorstoß vor 110.000 Jahren stammen, siehe oben). Einige dieser Menschen sind in den Balkanraum weitergewandert, was unter anderem durch rund 40.000 Jahre alte Artefakte aus der Üçağızlı-Höhle (Türkei) belegt ist. Allerdings tragen nur wenige Prozent der europäischen Männer den M89-Marker, sodass die meisten heute lebenden Europäer aus einer anderen Wanderungsbewegung stammen müssen.
Praktisch alle Europäer stammen von einer Population aus Zentralasien mit dem Marker M173 ab. Heute wird M173 am häufigsten in den am stärksten isolierten europäischen Populationen, etwa in den keltischen Siedlungsgebieten und im Baskenland, gefunden. Weitere Marker (deren Analysemethode hier nicht besprochen worden ist: Es handelt sich um Mutationen in Mikrosatelliten-DNA) datieren die Entstehung von M173 auf ein Alter von 30.000 Jahren. In jener Phase der Eiszeit hatten sich die vorher nur zentralasiatischen Steppen bis ins heutige Frankreich ausgedehnt. Die Herkunft der frühen Europäer aus Zentralasien erklärt auch die relativ enge genetische Nähe zu den Ureinwohnern Amerikas, die über eine Landbrücke (Beringia) von Asien her nach Nordamerika gelangten.
Ein Vergleich der DNA von Personen aus Ägypten und Äthiopien mit der DNA von Personen aus Europa und aus Afrika südlich der Sahara ergab Hinweise darauf, dass die Ausbreitung der Homo sapiens nach Eurasien über Ägypten und die Levante erfolgte und nicht über das Horn von Afrika und die Arabische Halbinsel.
- Bezüglich der Frage, ob Homo sapiens und Neandertaler erfolgreich Nachkommen miteinander zeugen konnten, erbrachten in den Jahren 2013 bis 2015 veröffentlichte genanalytische Untersuchungen an den Homo-sapiens-Funden von Peștera cu Oase in Rumänien und Ust-Ischim in Sibirien weitere Erkenntnisse: In beiden Fossilien wurde Neandertaler-DNA nachgewiesen.[71]
- Im Falle des Unterkiefers von Oase1 wurde ein Anteil von 5 bis 11 Prozent an DNA-Abschnitten des Neandertalers nachgewiesen und abgeschätzt, dass die Hybridisierung vier bis sechs Generationen vor Datierung der Fundlage (40.000 v.h.) stattgefunden hat – auch wenn es sich anscheinend um eine Linie ohne heute nachweisbare Nachkommen handelt.[72] Beim Fund von Ust-Ischim wurde ein Anteil von 2 Prozent an Neandertaler-DNA festgestellt. Der Zeitpunkt des Genflusses wurde auf rund 7.000 bis 13.000 Jahre vor Lebzeiten des Individuums (vor ca. 45.000 Jahren) datiert – mit genetischer Nähe zu den in Eurasien lebenden Menschen.[73]
- Die Studien belegen, dass Verpaarungen zwischen Neandertaler und Cro-Magnon-Mensch (bzw. frühem eurasischen Homo sapiens) nicht nur in der Levante, sondern auch im Osten Europas und in Sibirien stattgefunden haben.[74]

### Besiedlung Amerikas

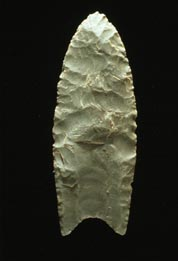
Projektilspitze der Clovis-Kultur

Der älteste Fundort Ostsibiriens (Yana Rhinoceros Horn Site) ist bis zu 30.000 Jahre alt, andere Fundorte in Dyuktai (südöstlich von Jakutsk) und am Uschki-See auf der Halbinsel Kamtschatka etwa 20.000 Jahre. Eine Abfolge der Marker M45, M242 – der in Sibirien am häufigsten ist – und M3 – der ausschließlich in Amerika vorkommt – definiert eine Wanderungsbewegung von Sibirien nach Amerika (siehe Karte zur zweiten Siedlungswelle). Dabei lässt sich ein Datum früher als vor 20.000 Jahren ausschließen. Der Weg über die Landbrücke Beringia – über die heutige Beringstraße – war allerdings bis 15.000 Jahre vor unserer Zeit durch Eis blockiert. Erst danach kann der moderne Mensch nach Amerika eingewandert sein, falls er den Landweg benutzt hat; tatsächlich haben Ausgrabungen in Texas mit dem Buttermilk Creek Complex die ältesten bisher bekannten Artefakte freigelegt, die in die Zeit zwischen 15.500 und 13.200 Jahren vor heute datiert wurden. Um dieselbe Zeit wanderte auch der Grizzlybär aus Sibirien nach Nordamerika ein. Die genetischen Daten erlauben in diesem Fall auch die Größe der Ursprungspopulation abzuschätzen: Zehn bis zwanzig Individuen würden ausreichen, um die in Amerika anzutreffende genetische Vielfalt zu erklären; es können aber auch wenige hundert Individuen gewesen sein.
Funde in den Paisley-Höhlen, Oregon bestätigen das für die modernen Menschen typische Wanderungsmuster entlang der Küste: Innerhalb von nur rund tausend Jahren legten sie den Weg bis an die Spitze Südamerikas zurück, wie Funde in Monte Verde, Chile belegen. Erst später wurde das Landesinnere besiedelt. Dabei gibt es Hinweise auf eine zweite Welle von Einwanderern aus Asien, die direkt in die Prärieregion vorgestoßen sind. Eine dritte Welle könnte die Bewohner der nordamerikanischen Arktis gebracht haben. Die Clovis-Kultur mit ihren charakteristischen Projektilspitzen war die erste flächenhaft in Nordamerika verbreitete Kultur.
Einige Funde mit umstrittener Datierung deuten auf eine wesentlich frühere Besiedlung Amerikas hin. Falls sich die Datierungen bestätigen sollten, wären diese frühen Migranten ausgestorben, denn im Erbgut der rezenten Amerikaner lassen sich keine Spuren einer früheren Besiedlung finden.
Thor Heyerdahl vermutete eine Migration mittels Booten über den Atlantik in der Antike von Nordafrika nach Südamerika; diese Vermutung gilt aber heute als widerlegt.
Etwa 1000 n. Chr. wurde Nordamerika von Wikingern besucht, über etwa 50 Jahre fand eine Migration sehr geringen Ausmaßes statt.

### Besiedlung Mikronesiens und Polynesiens
In der DNA der meisten Polynesier fehlen neun Nukleotide (Deletion) und drei weitere Nukleotide sind ausgetauscht (Substitution). Zwei von diesen drei Substitutionen kommen bei den Ureinwohnern Amerikas nicht vor, was – neben vielen anderen Argumenten – gegen die von Thor Heyerdahl vertretene Theorie spricht, dass der pazifische Raum von Amerika her besiedelt worden sei. Tatsächlich sind die pazifischen Inseln von West nach Ost und damit gegen die vorherrschende Windrichtung kolonisiert worden. Die genaue Abfolge ist von Archäologen erarbeitet worden: Die ältesten Funde in Mikronesien datieren auf etwa 1500 v. Chr. Bis um 1200 v. Chr. hatten Melanesier die Salomonen östlich von Neuguinea erreicht. Um diese Zeit drang eine Gruppe von Menschen aus dem Bismarck-Archipel bis zu den Fidschi-Inseln (Ost-Melanesien), Samoa und Tonga (West-Polynesien) vor. Sie sind archäologisch durch ihre spezielle Keramik im Lapita-Stil gut fassbar. Dann folgte eine Pause von etwa 1500 Jahren Dauer. Zwischen 600 und 800 n. Chr. wurden die am besten zugänglichen Inseln von Ost-Polynesien besiedelt: die Cook-, Gesellschafts- und Marquesas-Inseln. Von dort aus erfolgte die Besiedlung Hawaiis in Nord-Polynesien und vermutlich auch der Osterinsel im äußersten Osten Polynesiens. Erst 1200 n. Chr. wurde Neuseeland kolonisiert, womit dann sämtliche geeignete Inseln von Menschen bewohnt waren.
Aus historischen Quellen ist bekannt, dass das Festland der Antarktis erstmals 1820 von einer russischen Expedition unter Fabian Gottlieb von Bellingshausen gesichtet wurde, im folgenden Jahr landeten dort Robbenfänger. Ab 1899 überwinterten Menschen auf dem antarktischen Festland.
Der bislang detaillierteste Stammbaum ist 2008 von der Arbeitsgruppe von Cavalli-Sforza vorgelegt worden. Die bisher dargestellten Ergebnisse beziehen sich allerdings immer auf die jeweiligen Urbevölkerungen. Nach der Entdeckung Amerikas durch Kolumbus 1492 verdrängten Menschen europäischer Herkunft in Nord- und Südamerika sowie in Australien die Ureinwohner aus weiten Gebieten bzw. bildeten Mischbevölkerungen. Die Urbevölkerung war u. a. gegen die Krankheiten, die die Eindringlinge aus Europa mitbrachten, schutzlos.

## Begegnung mit anderen Arten der GattungHomo

Ausbreitung des anatomisch modernen Menschen von Ostafrika ausgehend. Die vorausgehenden Besiedelungen durch den Homo erectus (gelb) und den Neandertaler (ocker) – der Denisova-Mensch fehlt aufgrund der noch unsicheren Datenlage – sind farblich abgegrenzt; die Zahlen stehen für Jahre vor heute.

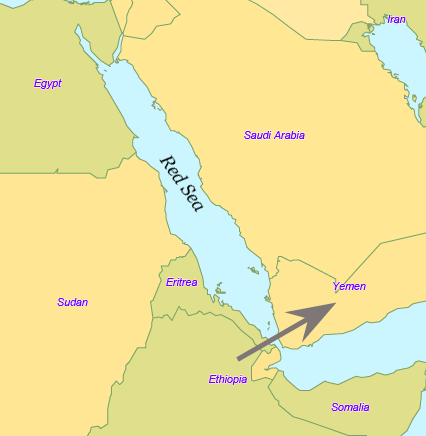
Die Rotes-Meer-Route, die zweite Route durch die heutige Bab al-Mandab Straße am Roten Meer zur arabischen Halbinsel (125.000 v. Chr.). Sie wird als die wahrscheinlichere Route für die Ausbreitung des modernen Menschen gesehen.

Es gibt einige gute Hinweise dafür, dass Homo sapiens über zwei verschiedene Routen Afrika verließ. Die eine führte über das Niltal bis in den Mittleren Osten und letztlich in das Gebiet der heutigen Qafzeh-Höhle (120.000 bis 100.000 v. Chr.) und eine zweite Route durch die heutige Bab al-Mandab-Straße am Roten Meer zur arabischen Halbinsel (125.000 v. Chr.) bzw. den Oman (106.000 v. Chr.) und von dort wahrscheinlich zum indischen Subkontinent (Jwalapuram: 75.000 v. Chr.).

Chris Stringer betonte 2012 in seiner Stammbaum-Hypothese die von ihm unterstellte zentrale Position von Homo heidelbergensis als Bindeglied zwischen Neandertaler, Denisova-Mensch und Homo sapiens; andere Paläoanthropologen ordnen die hier als heidelbergensis ausgewiesenen afrikanischen Funde noch Homo erectus zu. Rechts außen deutet Stringer an, dass in Afrika einige genetische Auffälligkeiten nachgewiesen wurden, die auf einen dritten Genfluss von einer bislang ungeklärten Vormenschen-Population zum anatomisch modernen Menschen hinzuweisen scheinen. Beim asiatischen Homo erectus betont Stringer die Trennung in Peking-Mensch und Java-Mensch, und er interpretiert Homo antecessor als frühen europäischen Zweig von Homo erectus. Die Herkunft von Homo floresiensis ist ungeklärt.

Die Menschheit befindet sich heute in einer außergewöhnlichen Situation, da sie inzwischen die einzige Art der Gattung Homo repräsentiert. In Eurasien war das Gebiet, das von Homo sapiens besiedelt wurde, bereits von Homo erectus bewohnt. Im Nahen Osten und in Europa sind Homo sapiens und der „Neandertaler“, nach derzeitiger Interpretation eine eigene Art, sogar noch aufeinandergetroffen. Analysen von Svante Pääbo, damals Universität München, an mitochondrialer DNA des Typus-Exemplars des Neandertalers haben gezeigt, dass diese mtDNA stark von allen Sequenzen abweicht, die von Homo sapiens bekannt sind. Jedoch ergab eine 2010 veröffentlichte Studie derselben Forschergruppe, dass das Genom aus dem Zellkern der Neandertaler eine signifikant größere Ähnlichkeit mit dem Zellkern-Genom von Europäern und Asiaten hat als mit dem von Afrikanern. Die Studie kam zu dem Ergebnis „dass der Genfluss vom Neandertaler zu den Vorfahren der Nicht-Afrikaner erfolgte, bevor sich die eurasischen Gruppen voneinander trennten“. Das entsprechende Siedlungsgebiet, in dem Neandertaler und anatomisch moderner Mensch in der Zeitspanne von vor 110.000 Jahren bis vor rund 50.000 Jahren koexistierten, war der Nahe Osten.
Der moderne Mensch muss den Neandertaler nicht aktiv ausgerottet haben, zumal die beiden Arten unterschiedliche ökologische Nischen besetzten. Schon ein geringfügiger Unterschied in den Reproduktionsraten würde ausreichen, das Aussterben der Neandertaler zu erklären. In Europa waren die letzten Neandertaler vor etwa 30.000 Jahren auf isolierte Gebiete wie in Zafarraya in Spanien zurückgedrängt, vor 25.000 Jahren waren sie auch dort ausgestorben.
In China ist die dem Neandertaler entsprechende Form des Homo erectus, die bis heute noch nicht benannt worden ist, vor rund 100.000 Jahren ausgestorben. Für die Lücke zwischen 100.000 Jahren und dem Eintreffen des modernen Menschen vor rund 40.000 Jahren gibt es bislang nur wenige sicher datierte Funde. Einige hominine Fossilien aus dieser Epoche werden von chinesischen Wissenschaftlern dahingehend interpretiert, dass sie den modernen Chinesen unmittelbar vom asiatischen Homo erectus ableiten. Hierfür liefern die genetischen Stammbäume jedoch keinen Hinweis, und die Fossilien geben keinen Hinweis auf eine Kreuzung zwischen Homo sapiens und Homo erectus in Asien.
2008 wurden Knochenfunde der Denisova-Menschen aus der Denissowa-Höhle ⊙ im Altai-Gebirge geborgen, die belegen, dass es vor rund 40.000 Jahren im Altai neben Homo sapiens und dem Neandertaler noch eine dritte, unabhängig von diesen beiden Arten dorthin eingewanderte Population der Gattung Homo gegeben hat, die bisher noch keinen Artnamen erhalten hat. Einer Forschergruppe um Svante Pääbo war es 2010 gelungen, zunächst mtDNA und später Zellkern-DNA aus einem 48.000 bis 30.000 Jahre alten Fingerknochen zu gewinnen. Aus ihren Daten wurde abgeschätzt, dass sich die Entwicklungslinien des Neandertalers und des Denisova-Menschen vor 640.000 Jahren endgültig trennten und dass die endgültige Trennung ihrer gemeinsamen Vorfahren von den Vorfahren der heutigen Afrikaner vor rund 800.000 Jahren erfolgte. Genetische Befunde deuten darauf hin, dass einige Ethnien in Ost-Indonesien, Australien, Papua-Neuguinea, Fidschi und Polynesien sowie auf den Philippinen DNA der Denisova-Menschen aufweisen, dass es also zu einer Paarung zwischen deren Vorfahren und Denisova-Menschen gekommen ist.
Hinweise auf eine Vermischung von Homo sapiens mit archaischen Verwandten in Afrika ergaben eine Analyse des Genoms von 500 Afrikanern sowie die anatomischen Merkmale des Iwo-Eleru-Schädels. Die beobachteten genetischen Besonderheiten „bei Pygmäen- und Nicht-Pygmäen-Populationen“ unter anderem in Kamerun und in der Demokratischen Republik Kongo könnten jedoch auch infolge eines früheren genetischen Engpasses, eines genetischen Flaschenhalses, zustande gekommen sein.
Nachdem nicht mehr umstritten ist, dass Homo floresiensis eine eigene Art darstellt, gilt als gesichert, dass noch vor rund 60.000 Jahren eine weitere Art der Gattung Homo neben dem Homo sapiens existierte.

## Belege
1. ↑  Nicholas Flemming et al.: Value of submerged early human sites. In: Nature. Band 486, Nr. 7401, 2012, S. 34, doi:10.1038/486034a 
 Tim Appenzeller: Human migrations: Eastern odyssey. In: Nature. Band 485, 2012, S. 24–26, doi:10.1038/485024a (Volltext frei zugänglich)
2. ↑  Julia Voss: Darwins Bilder: Ansichten der Evolutionstheorie. Fischer, Frankfurt 2007.
3. ↑  Ein prominentes Beispiel bietet der damalige Präsident der American Association of Physical Anthropology Carleton Coon: The Origin of Races. Alfred A. Knopf, New York 1962.
4. ↑  Glenn C. Conroy, Clifford J. Jolly, Douglas Cramer und Jon E. Kalb: Newly discovered fossil hominid skull from the Afar depression, Ethiopia. In: Nature. Band 276, 1978, S. 67–70, doi:10.1038/276067a0
5. ↑  Rainer Grün et al.: Direct dating of the Florisbad hominid. In: Nature. Band 382, 1996, S. 500–501.
6. ↑  Ian McDougall et al.: Stratigraphic placement and age of modern humans from Kibish, Ethiopia. In: Nature. Band 433, 2005, S. 733–736; doi:10.1038/nature03258.
7. ↑  Friedemann Schrenk: Die Frühzeit des Menschen: Der Weg zum Homo sapiens. C. H. Beck, München 1997, S. 116 f.
8. ↑  Brenna M. Henn et al.: Hunter-gatherer genomic diversity suggests a southern African origin for modern humans. In: Proceedings of the National Academy of Sciences of the United States of America (PNAS). Band 108, Nr. 13, 2011, S. 5154–5162, doi:10.1073/pnas.1017511108, Volltext (PDF)
9. ↑  Oldest Homo sapiens fossil claim rewrites our species’ history. In: Nature.com. 17. Juni 2017, abgerufen am 17. Juni 2017.
10. ↑  Spencer Wells: The Journey of Man. A Genetic Odyssey. Penguin, London 2003, S. 98.
11. ↑  Population Bottlenecks and Volcanic Winter; Humans came 'close to extinction' auf bbc.com.
12. ↑  Spencer Wells: The Journey of Man. A Genetic Odyssey. Penguin, London 2003, S. 64, 66.
13. ↑  Der britische Paläoanthropologe Ian Tattersall berechnete, dass eine „Ausbreitung“ von zehn Meilen pro Generation binnen 2500 Jahren eine „Wanderung“ von 1500 Meilen zur Folge haben kann; in: Ian Tattersall: Masters of the Planet. The Search for Our Human Origins. Palgrave Macmillan, New York 2012, ISBN 978-0-230-10875-2, S. 1197.
14. ↑  Spencer Wells: The Journey of Man. A Genetic Odyssey. Penguin, London 2003, S. 15 f.
15. ↑  L.L. Cavalli-Sforza, et al.: Reconstruction of human evolution: Bringing together genetic, archaeological, and linguistic data. 1988, publicado en el sitio web Generally Thinking. (Memento vom 22. Dezember 2011 im Internet Archive)
16. ↑  Arthur Mourant: The Distribution of the Human Blood Groups. Blackwell, Oxford 1954.
17. ↑  Originalarbeit in Richard Lewontin: The Apportionment of Human Diversity. In: Evolutionary Biology. Band 6, 1972, S. 381–398. Ausführlich dazu Richard Lewontin: Menschen: genetische, kulturelle und soziale Gemeinsamkeiten. Spektrum der Wissenschaft, Heidelberg 1986.
18. ↑  A. W. F. Edwards, L. L. Cavalli-Sforza: Reconstruction of evolutionary trees. In: V. E. Heywood, J. McNeill (Hrsg.): Phenetic und Phylogenetic Classification. The Systematics Association, London 1964, S. 67–76.
19. ↑  Luigi Luca Cavalli-Sforza, Walter Fred Bodmer: The Genetics of Human Populations. W. H. Freeman, San Francisco 1971.
20. ↑  “All these mitochondrial DNAs stem from one woman who is postulated to have lived about 200,000 years ago, probably in Africa.” Rebecca L. Cann, Mark Stoneking, Allan C. Wilson: Mitochondrial DNA and human evolution. In: Nature. Band 325, 1987, S. 31–36.
21. ↑  Spencer Wells: The Journey of Man. A Genetic Odyssey. Penguin, London 2003, S. 33.
22. ↑  H. C. Harpending et al.: Mismatch distributions of mtDNA reveal recent human population expansions. In: Human Biology. Band 66, 1994, S. 761–775.
23. 1 2  Peter A. Underhill et al.: Y chromosome sequence variation and the history of human populations. In: Nature Genetics. Band 26, 2000, S. 358–361, doi:10.1038/81685
24. ↑  P. C. Sabeti et al.: Positive Natural Selection in the Human Lineage. In: Science. Band 312, Nr. 5780, 2006, S. 1614–1620, doi:10.1126/science.1124309
25. ↑  Jonathan K. Pritchard: Evolution auf der Kriechspur. In: Spektrum der Wissenschaft. Nr. 3, 2011, S. 28 ff.
26. ↑  Marcia S. Ponce de León et al.: Human bony labyrinth is an indicator of population history and dispersal from Africa. In: PNAS. Band 115, Nr. 16, 2018, S. 4128–4133, doi:10.1073/pnas.1717873115, Volltext (PDS) 
 Das Innenohr ist ein Kompass für die Ausbreitung des Menschen. Auf: idw-online.de vom 3. April 2018
27. ↑  Zur Einführung: Luigi Luca Cavalli-Sforza: Gene, Völker und Sprachen. Die biologischen Grundlagen unserer Zivilisation. dtv, 2001, ISBN 978-3-423-33061-9
28. ↑  Quentin D. Atkinson: Phonemic Diversity Supports a Serial Founder Effect Model of Language Expansion from Africa. In: Science. Band 332, Nr. 6027, 2011, S. 346–349, doi:10.1126/science.1199295
29. ↑  Martin Paetsch: Aufbruch zu neuen Kontinenten. In: GEOkompakt. Nr. 24, 2010, ISBN 978-3-570-19927-5, S. 87–99.
30. ↑  Jonathan Kingdon: Und der Mensch schuf sich selbst. Birkhäuser, Basel 1994.
31. ↑  David E. Hunter, Phillip Whitten (Hrsg.): Encyclopedia of Anthropology. Harper and Row, Publishers, New York u. a. 1976. ISBN 0-06-047094-1, Stichworte: „Culture Area“ S. 104, „Culture Areas of the World“ S. 104–111.
32. ↑  Doron M. Behar et al.: The Dawn of Human Matrilineal Diversity. In: American Journal of Human Genetics. Band 82, 2008, S. 1130–1140.
33. ↑  Zur Kritik an der These, dass die hochkomplexen Klicksprachen Relikte einer Ursprache sind, siehe allerdings Hartmut Traunmüller: Clicks and the idea of a human protolanguage. In: Phonum. Band 9, 2003, S. 3, online: Archivierte Kopie (Memento vom 31. Januar 2012 im Internet Archive), abgerufen am 10. Februar 2014
34. ↑  Gary Stix: Wie hat sich die Menschheit ausgebreitet? In: Spektrum der Wissenschaft. September 2009, S. 58–65, hier S. 64. Die Trennung der späteren Nicht-Afrikaner von den Afrikanern wurde 2013 in die Zeit vor 95.000 bis 62.000 Jahren vor heute datiert, siehe Qiaomei Fu et al.: A Revised Timescale for Human Evolution Based on Ancient Mitochondrial Genomes. In: Current Biology. 21. März 2013, doi:10.1016/j.cub.2013.02.044
35. ↑  Paul Mellars: Why did modern human populations disperse from Africa ca. 60,000 years ago? A new model. In: PNAS. Band 103, Nr. 25, 2006, S. 9381–9386, doi:10.1073/pnas.0510792103 Siehe auch Quentin D. Atkinson et al.: Bayesian coalescent inference of major human mitochondrial DNA haplogroup expansions in Africa. In: Proceedings of the Royal Society B. Band 276, Nr. 1655, 2009, S. 367–373, doi:10.1098/rspb.2008.0785
36. ↑  Michael Marshall: Climate change key to world domination. In: New Scientist. Band 215, Nr. 2883, 2012, S. 12, Onlinefassung: Climate change determined humanity’s global conquest.
37. ↑  Tom J. Coulthard et al.: Were Rivers Flowing across the Sahara During the Last Interglacial? Implications for Human Migration through Africa. In: PLoS ONE. Band 8, Nr. 9: e74834, doi:10.1371/journal.pone.0074834
38. ↑  Teresa Rito, Daniel Vieira, Marina Silva et al.: A dispersal of Homo sapiens from southern to eastern Africa immediately preceded the out-of-Africa migration. In: Scientific Reports. Band 9, Artikel-Nr. 4728, 2019, doi:10.1038/s41598-019-41176-3; Researchers shed new light on the origins of modern humans. Auf: eurekalert.org vom 20. März 2019.
39. ↑  Carl Ortwin Sauer: Seashore – primitive home of man? In: Proceedings of the American Philosophical Society. Band 106, 1962, S. 41–47, Volltext (PDF) (Memento vom 4. Mai 2014 im Internet Archive)
40. ↑  Vincent Macaulay et al.: Single, Rapid Coastal Settlement of Asia Revealed by Analysis of Complete Mitochondrial Genomes. In: Science. Band 308, Nr. 5724, 2005, S. 1034–1036, doi:10.1126/science.1109792
41. ↑  Curtis W. Marean et al.: Early human use of marine resources and pigment in South Africa during the Middle Pleistocene. In: Nature. Band 449, 2007, S. 905–908 doi:10.1038/nature06204
42. ↑  Spencer Wells: The Journey of Man. A Genetic Odyssey. Penguin, London 2003, S. 68.
43. ↑  Verónica Fernandes et al.: The Arabian Cradle: Mitochondrial Relicts of the First Steps along the Southern Route out of Africa. In: American Journal of Human Genetics. Band 90, Nr. 2, 2012, S. 347–355, doi:10.1016/j.ajhg.2011.12.010
44. ↑  Thomas M. Rosenberg et al.: Humid periods in southern Arabia: Windows of opportunity for modern human dispersal. In: Geology. Band 39, Nr. 12, 2011, S. 1115–1118, doi:10.1130/G32281.1; Pressemitteilung der Universität Bern vom 1. Dezember 2011: Homo sapiens wanderte durch feuchte Wüste Arabiens. Siehe auch Ash Parton et al.: Alluvial fan records from southeast Arabia reveal multiple windows for human dispersal. In: Geology. Band 43, Nr. 4, 2015, S. 295–298, doi:10.1130/G36401.1
45. 1 2  Michael Balter: New Work May Complicate History Of Neandertals and H. sapiens. In: Science. Band 326, Nr. 5950, 2009, S. 224 f., doi:10.1126/science.326 224
46. ↑  Simon J. Armitage et al.: The Southern Route ‚Out of Africa‘: Evidence for an Early Expansion of Modern Humans into Arabia. In: Science. Band 331, 2011, S. 453–456, doi:10.1126/science.1199113; idw-online vom 27. Januar 2011: Out of Africa – früher als bisher angenommen.
47. ↑  Jeffrey I. Rose: New Light on Human Prehistory in the Arabo-Persian Gulf Oasis. In: Current Anthropology Band 51, Nr. 6, 2010, S. 849–883, doi:10.1086/657397
48. ↑  Huw S. Groucutt et al.: Homo sapiens in Arabia by 85,000 years ago. In: Nature Ecology & Evolution. Band 2, S. 800–809, 2018, doi:10.1038/s41559-018-0518-2; Human finger bone points to an early exodus out of Africa. Auf: sciencemag.org vom 9. April 2018, doi:10.1126/science.aat8303; Ältester Homo sapiens aus Arabien entdeckt. Auf: scinexx.de vom 10. April 2018
49. ↑  Budianto Hakim et al.: Hominins on Sulawesi during the Early Pleistocene. In: Nature. Online-Veröffentlichung vom 6. August 2025, doi:10.1038/s41586-025-09348-6.
 Stone tools suggest that hominins arrived on Indonesian island much earlier than thought. In: Nature. Online-Veröffentlichung vom 6. August 2025, doi:10.1038/d41586-025-02386-0.
50. ↑  Fabrice Demeter et al.: Anatomically modern human in Southeast Asia (Laos) by 46 ka. In: PNAS. Band 109, Nr. 36, 2012, S. 14375–14380, doi:10.1073/pnas.1208104109; eurekalert.org vom 20. August 2012: Lao skull earliest example of modern human fossil in Southeast Asia; Fabrice Demeter et al.: Early Modern Humans and Morphological Variation in Southeast Asia: Fossil Evidence from Tam Pa Ling, Laos. In: PLoS ONE. Band 10, Nr. 4, 2015: e0121193, doi:10.1371/journal.pone.0121193
51. ↑  Wu Liu et al.: The earliest unequivocally modern humans in southern China. In: Nature. Band 526, 2015, S. 696–699, doi:10.1038/nature15696; Trove of teeth from cave represents oldest modern humans in China. Auf: sciencemag.org vom 14. Oktober 2015; Robin Dennell: Homo sapiens in China 80,000 years ago. In: Nature. Band 526, 2015, S. 647–648, doi:10.1038/nature15640
52. ↑  Kira E. Westaway et al.: An early modern human presence in Sumatra 73,000–63,000 years ago. In: Nature. Band 548, 2017, S. 322–325, doi:10.1038/nature23452; Modern humans were in Southeast Asia 20,000 years earlier than thought, ancient teeth reveal. Auf: sciencemag.org vom 9. August 2017.
53. ↑  Michael Petraglia et al.: Middle Paleolithic Assemblages from the Indian Subcontinent Before and After the Toba Super-Eruption. In: Science. Band 317, Nr. 5834, 2007, S. 114–116, doi:10.1126/science.1141564
54. ↑  Newly Discovered Archaeological Sites In India Reveals Ancient Life. (Memento vom 28. Februar 2010 im Internet Archive) Auf: bernama.com vom 23. Februar 2010.
55. ↑  M. L. K. Murty: Recent Research on the Upper Palaeolithic Phase in India. In: Journal of Field Archaeology. Band 6, Nr. 3, Herbst 1979, S. 301–320.
56. ↑  Peter Hiscock: Kolonisierung des 5. Kontinents. In: Archäologie in Deutschland. 2/2002 S. 14–17.
57. ↑  Chris Clarkson et al.: Human occupation of northern Australia by 65,000 years ago. In: Nature. Band 547, 2017, S. 306–310, doi:10.1038/nature22968; Ann Gibbons: A find in Australia hints at very early human exit from Africa. Auf: sciencemag.org vom 19. Juli 2017, doi:10.1126/science.aan7118
58. ↑  James F. O’Connell, Jim Allen, Martin A. J. Williams et al.: When did Homo sapiens first reach Southeast Asia and Sahul? In: PNAS. Band 115, Nr. 34, 2018, S. 8482–8490, doi:10.1073/pnas.1808385115; Michael I. Bird et al.: Early human settlement of Sahul was not an accident. In: Scientific Reports. Online-Publikation vom 17. Juni 2019; Corey J. A. Bradshaw et al.: Minimum founding populations for the first peopling of Sahul. In: Nature Ecology & Evolution. Online-Vorabveröffentlichung vom 17. Juni 2019, doi:10.1038/s41559-019-0902-6; Retracing ancient routes to Australia. Auf: eurekalert.org vom 20. Juli 2019
59. ↑  Lluís Quintana-Murci et al.: Genetic evidence of an early exit of Homo sapiens sapiens from Africa through eastern Africa. In: Nature Genetics. Band 23, 1999, S. 437–441, doi:10.1038/70550
60. ↑  Yoshan Moodley et al.: The Peopling of the Pacific from a Bacterial Perspective. In: Science. Band 323, Nr. 5913, 2009, S. 527–530, doi:10.1126/science.1166083
61. ↑  Ray Tobler et al.: Aboriginal mitogenomes reveal 50,000 years of regionalism in Australia. In: Nature. Band 544, Nr. 7649, 2017, S. 180–184, doi:10.1038/nature21416
62. ↑  HUGO Pan-Asian SNP Consortium: Mapping Human Genetic Diversity in Asia. In: Science. Band 326, Nr. 5959, 2009, S. 1541–1545, doi:10.1126/science.1177074
63. ↑  Qiaomei Fu et al.: DNA analysis of an early modern human from Tianyuan Cave, China. In: PNAS. Band 110, Nr. 6, 2013, S. 2223–2227, doi:10.1073/pnas.1221359110, Volltext (PDF)
64. ↑  Hélène Rougier et al.: Peștera cu Oase 2 and the cranial morphology of early modern Europeans. In: PNAS. Band 104, Nr. 4, 2007, S. 1165–1170.
65. ↑  Stefano Benazzi et al.: Early dispersal of modern humans in Europe and implications for Neanderthal behaviour. In: Nature. Band 479, 2011, S. 525–528, doi:10.1038/nature10617
66. ↑  Sandrine Prat et al.: The Oldest Anatomically Modern Humans from Far Southeast Europe: Direct Dating, Culture and Behavior. In: PLoS ONE 6(6): e20834; doi:10.1371/journal.pone.0020834
67. ↑  Eiszeit. Kunst und Kultur. Thorbecke, Ostfildern 2009, S. 93.
68. ↑  Israel Hershkovitz et al.: Levantine cranium from Manot Cave (Israel) foreshadows the first European modern humans. In: Nature. Band 520, S. 216–219, 2015, doi:10.1038/nature14134 
Fossiler Schädel verbindet Kontinente. Auf: idw-online.de vom 28. Januar 2015.
69. ↑  Maanasa Raghavan et al.: Upper Palaeolithic Siberian genome reveals dual ancestry of Native Americans. In: Nature. Band 505, Nr. , 2014, S. 87–91, doi:10.1038/nature12736
70. ↑  Luca Pagani et al.: Tracing the Route of Modern Humans out of Africa by Using 225 Human Genome Sequences from Ethiopians and Egyptians. In: American Journal of Human Genetics. Band 96, Nr. 6, 2015, S. 986–991, doi:10.1016/j.ajhg.2015.04.019
Out of Africa via Egypt. Auf: eurekalert.org vom 28. Mai 2015
71. ↑  Ewen Callaway: Early European may have had Neanderthal great-great-grandparent. Auf: nature.com vom 13. Mai 2015, doi:10.1038/nature.2015.17534
72. ↑  Frühe Europäer haben sich mit Neandertalern vermischt. Auf: mpg.de vom 22. Juni 2015, mit einer Abbildung des Unterkiefers Oase 1
73. ↑  Erbgut des bisher ältesten modernen Menschen entschlüsselt. Max-Planck-Gesellschaft vom 22. Oktober 2014
74. ↑  Ann Gibbons: Ancient DNA pinpoints Paleolithic liaison in Europe. In: Science. Band 348, Nr. 6237, 2015, S. 847, doi:10.1126/science.348.6237.847
75. ↑  V.V. Pitulko et al.: The Yana RHS Site: Humans in the Arctic Before the Last Glacial Maximum. In: Science, Band 303, Nr, 5654, 2004, S. 52–56.
76. ↑  Michael R. Waters et al.: The Buttermilk Creek Complex and the Origins of Clovis at the Debra L. Friedkin Site, Texas. In: Science. Band 331, Nr. 6024, 2011, S. 1599–1603, doi:10.1126/science.1201855
eurekalert.org vom 24. März 2011: „Artifacts in Texas predate Clovis culture by 2,500 years, new study shows.“ (mit Abb.)
77. ↑  Guidon, Niède y G. Delibrias, Carbon-14 dates point to man in the Americas 32.000 years ago. In: Nature. Band 321, 1986, S. 769–771.
78. ↑  Findings Plunge Archaeology of the Americas Into Turmoil Estimates of first Asian migration are 33,000 years apart. (Memento vom 26. Mai 2008 im Internet Archive) John Noble Wilford in New York Times vom 30. Mai 1989 zur Auseinandersetzung unter den Archäologen.
79. ↑  Patrick Vinton Kirch: On the Road of the Winds: An Archaeological History of the Pacific Islands Before European Contact. University of California Press, 2001, ISBN 978-0-520-92896-1
80. ↑  siehe dazu auch: David Burley et al.: High Precision U/Th Dating of First Polynesian Settlement. In: PLoS ONE. Band 7, Nr. 11, 2012: e48769, doi:10.1371/journal.pone.0048769
81. ↑  Janet M. Wilmshurst et al.: Dating the late prehistoric dispersal of Polynesians to New Zealand using the commensal Pacific rat. In: PNAS. Band 105, Nr. 22, 2008, S. 7676–7680, doi:10.1073/pnas.0801507105
82. ↑  Jared Diamond: Collapse. How Societies Choose to Fail or Survive. Penguin, London 2005, S. 86 f.
83. ↑  Robert K. Headland: Die Erkundung der Antarktis. In: Arktis – Antarktis. Kunst- und Ausstellungshalle der Bundesrepublik Deutschland, Bonn 1997, S. 48–54.
84. ↑  Jun Z. Li et al.: Worldwide Human Relationships Inferred from Genome-Wide Patterns of Variation. In: Science. Band 319, 2008, S. 1100–1104.
85. ↑  Jared Diamond: Arm und Reich: Die Schicksale menschlicher Gesellschaften. S. Fischer, Frankfurt 2000.
86. ↑  1. Früher archaischer Homo sapiens (ca. 500.000–200.000 Jahre): Kabwe (= Homo rhodesiensis), Saldanha (Südafrika), Ndutu, Eyasi 1 (Tansania), Bodo (Äthiopien), Salé (Marokko) und – aufgrund neuerer Datierungen – Florisbad 1 (Südafrika) – sogenannter Homo helmei. 2. Später archaischer Homo sapiens (ca. 200.000–100.000 Jahre): Eliye Springs (West Turkana, Kenia), Laetoli (Tansania), Djebel Irhoud (Marokko) (rot, es ist nur die frühere Route eingetragen, circa 125.000 vor unserer Zeitrechnung)
87. ↑  Andrew Lawler: Did Modern Humans Travel Out of Africa Via Arabia? Science (2011) 331, 6016, S. 387 doi = 10.1126, science.331.6016.387
88. ↑  Trail of 'Stone Breadcrumbs' Reveals the Identity of One of the First Human Groups to Leave Africa ScienceDaily (Nov. 30, 2011) http://www.sciencedaily.com/releases/2011/11/111130171049.htm
89. ↑  Chris Stringer: Comment: What makes a modern human. In: Nature. Band 485, Nr. 7396, 2012, S. 33–35 (hier S. 34), doi:10.1038/485033a
90. ↑  Michael F. Hammer et al.: Genetic evidence for archaic admixture in Africa. In: PNAS. Band 108, Nr. 37, 2011, S. 15123–15128, doi:10.1073/pnas.1109300108
91. ↑  Die erste Veröffentlichung der Arbeitsgruppe Pääbo dazu ist M. Krings et al.: Neandertal DNA sequences and the origin of modern humans. In: Cell. Band 90, 1997, S. 19–30.
92. ↑  Richard E. Green et al.: A draft sequence of the Neandertal Genome. In: Science. Band 328, 2010, S. 710–722, doi:10.1126/science.1188021
93. ↑  Christopher J. Bae et al.: Modern human teeth from Late Pleistocene Luna Cave (Guangxi, China). In: Quaternary International. Band 354, S. 169–183, 2014, doi:10.1016/j.quaint.2014.06.051
94. ↑  Hugo Reyes-Centeno et al.: Genomic and cranial phenotype data support multiple modern human dispersals from Africa and a southern route into Asia. In: PNAS. Band 111, Nr. 20, 2014, S. 7248–7253, doi:10.1073/pnas.1323666111
95. ↑  Catherine Brahic: Humanity's forgotten pioneers. In: New Scientist. Band 223, Nr. 2981, 2014, S. 10, doi:10.1016/S0262-4079(14)61516-5
96. ↑  Asiaten stammen aus Afrika. Auf: sciencev1.orf.at (Webseite des ORF), abgerufen am 12. November 2015.
97. ↑  Yuehai Ke et al.: African Origin of Modern Humans in East Asia: A Tale of 12,000 Y Chromosomes. In: Science. Band 292, Nr. 5519, 2001, S. 1151–1153, doi:10.1126/science.1060011.
98. ↑  Johannes Krause, Qiaomei Fu, Jeffrey M. Good, Bence Viola, Michael V. Shunkov, Anatoli P. Derevianko und Svante Pääbo: The complete mitochondrial DNA genome of an unknown hominin from southern Siberia. In: Nature. Band 464, 2010, doi:10.1038/nature08976
99. ↑  David Reich et al.: Genetic history of an archaic hominin group from Denisova Cave in Siberia. In: Nature. Band 468, Nr. 7327, 2010, S. 1053–1060, doi:10.1038/nature09710
100. ↑  David Reich et al.: Denisova Admixture and the First Modern Human Dispersals into Southeast Asia and Oceania. In: The American Journal of Human Genetics. Band 89, Nr. 4, 2011, S. 516–528, doi:10.1016/j.ajhg.2011.09.005
101. ↑  Michael F. Hammer et al.: Genetic evidence for archaic admixture in Africa. In: PNAS. Band 108, Nr. 37. 2011, S. 15123–15128, doi:10.1073/pnas.1109300108
102. ↑  Ann Gibbons: African Data Bolster New View of Modern Human Origin. In: Science. Band 334, Nr. 6053, 2011, S. 167, doi:10.1126/science.334.6053.167